# Biała (Prudnik)
Białaⓘ (coloquialmente: Biała Prudnicka, em alemão: Zülz, em latim: Bela, em tcheco/checo: Bělá, em silesiano: Bjoło) é um município no sudoeste da Polônia, localizado na voivodia de Opole, no condado de Prudnik e é a sede da comuna urbano-rural de Biała. Historicamente, está localizado na Alta Silésia, na região de Prudnik, na fronteira da bacia do Racibórz e o planalto de Biała, que fazem parte da planície da Silésia. O rio Biała passa por ele.
Nos anos de 1975 a 1998, a cidade pertencia administrativamente à antiga voivodia de Opole.
Estende-se por uma área de 14,7 km², com 2 232 habitantes, segundo o censo de 31 de dezembro de 2024, com uma densidade populacional de 152 hab./km².
Uma das cidades mais antigas da Polônia, fundada por volta de 1270. Situada no Ducado de Opole, era a sede da castelania na fronteira com a Morávia. Do século XVI ao XIX, a cidade foi o centro da vida cultural e econômica da comunidade judaica na Alta Silésia. Desde 1945, está nas fronteiras da Polônia. Foram construídos novos conjuntos habitacionais, fábricas e infraestrutura turística. É a cidade com a maior população alemã da Polônia.

## Toponímia

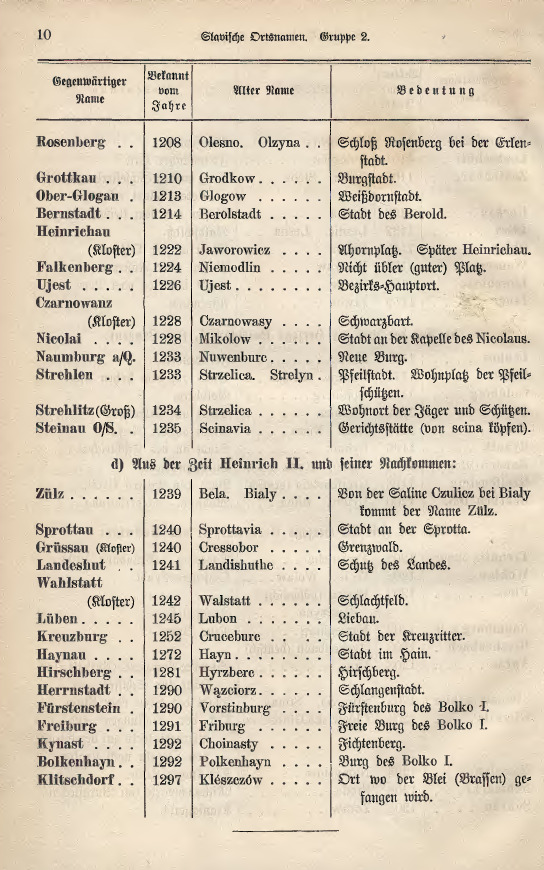
Zülz (Bela, Bialy) na lista de topônimos da Silésia de Heinrich Adamy

O nome da aldeia vem do nome polonês da cor branca (biała). O nome histórico polonês da cidade era Biała. Heinrich Adamy em sua lista de topônimos da Silésia, publicada em 1888 em Breslávia, menciona Bela, Bialy como o nome mais antigo registrado, dando seu significado “Von der Saline Czulicz bei Bialy kommt der name Zülz” (em português, “O nome Zülz vem da salina Czulicz perto de Bialy”). O nome alemão Zülz vem do sobrenome germanizado da família silesiana Czulicz, que possuía uma salina (um lugar onde o sal era obtido) localizada perto da atual cidade de Biała. Uma conclusão semelhante pode ser tirada da leitura da descrição topográfica da Silésia de 1865, que menciona duas cidades: a cidade de Biała (Zülz) e Solec (Alt-Zülz).
A cidade foi mencionada na forma latinizada de antiquum Culez em um documento latino emitido em 1285 por Boleslau, duque de Opole. No livro latino Liber fundationis episcopatus Vratislaviensis (em português, “Livro da fundação do episcopado de Breslávia)”, escrito durante os tempos do bispo Henryk de Wierzbno nos anos 1295–1305, dois nomes latinos do local são mencionados: Bela e Czolz.
Em 1475, nos estatutos latinos do Statuta synodalia episcoporum Wratislaviensium, o lugar foi mencionado latinizadamente, Czulcze.
Na descrição geográfica em língua alemã da Silésia prussiana e do condado de Kłodzko de 1832, dois nomes da cidade são dados: Zülz e Bialy. Na lista alfabética de lugares da Silésia, publicada em 1830 em Breslávia por Johann Knie, a vila aparece sob o nome polonês Bialy e o nome alemão Zulz. Uma descrição estatística da Prússia de 1837 é anotada em “Zülz (em polonês Biala)”.
O nome polonês Biała e o nome alemão Zulz no livro Krótki rys jeografii Szląska dla nauki początkowej, publicado em Głogówek em 1847, foram mencionados pelo sacerdote da Alta Silésia e escritor Józef Lompa. A descrição topográfica da Alta Silésia de 1865 menciona a cidade sob o nome polonês atualmente usado de Biała, bem como o nome alemão Zülz no fragmento: “Zülz (1226 Bela, Urba Zulicensis, polnisch Biała)”. A fonte também cita a cidade velha de Biała no fragmento “Altstadt (1379 alta Civitas Czulcz, polnisch Stari miasto)”, bem como a vila próxima de Solec no fragmento “Alt-Zülz (1534 Soletz, polnisch Sollec)”. A descrição também observa o conteúdo da inscrição em latim na borda do selo da cidade: Sigillum civitatis Czulitz.
Em 12 de novembro de 1946, o nome polonês da cidade foi estabelecido — Biała.
Em documentos históricos, o nome da cidade foi mencionado em vários idiomas e formas: Bela (1225), Bela (1226), Bela (1238), Bala (1279), Bela (1285), Belam alias Czolz (c. 1300), Byela (1303), Zoltz (1317), Culcz (1318), Stadt Czulcz (1451), Biala, Biela, Zülz (1551), Biele (1583), Zülz, em polonês Biała (1845), Biala, também Biala ou Biała Solc, em alemão Zülz (1880), Biała, Zülz (1900), Zülz - Biała, -ej, bialski (1946), Biała, -łej (1980).

## Geografia

### Localização
A cidade está localizada no sudoeste da Polônia, na voivodia de Opole, a cerca de 7 km da fronteira com a República Tcheca, na fronteira da bacia do Racibórz e o planalto de Biała. Pertence à Eurorregião de Pradziad. Está localizada no distrito florestal de Prudnik (distrito de Prudnik). O rio Biała e o riacho Psiniec passam pelas fronteiras administrativas da cidade.

### Clima
Em Biała o clima é frio e temperado. Este clima é “Cfb” segundo a classificação climática de Köppen-Geiger. 9,6 °C é a temperatura média em Biała. A precipitação média anual é de 704 mm. As estações termais variam consideravelmente. Os ventos ocidentais prevalecem.
| Dados climatológicos para Biała | Dados climatológicos para Biała | Dados climatológicos para Biała | Dados climatológicos para Biała | Dados climatológicos para Biała | Dados climatológicos para Biała | Dados climatológicos para Biała | Dados climatológicos para Biała | Dados climatológicos para Biała | Dados climatológicos para Biała | Dados climatológicos para Biała | Dados climatológicos para Biała | Dados climatológicos para Biała | Dados climatológicos para Biała |
| Mês                             | Jan                             | Fev                             | Mar                             | Abr                             | Mai                             | Jun                             | Jul                             | Ago                             | Set                             | Out                             | Nov                             | Dez                             | Ano                             |
| ------------------------------- | ------------------------------- | ------------------------------- | ------------------------------- | ------------------------------- | ------------------------------- | ------------------------------- | ------------------------------- | ------------------------------- | ------------------------------- | ------------------------------- | ------------------------------- | ------------------------------- | ------------------------------- |
| Temperatura máxima média (°C)   | 1,6                             | 3,3                             | 8,0                             | 14,2                            | 18,5                            | 21,7                            | 23,8                            | 23,8                            | 19,0                            | 13,7                            | 8,3                             | 3,3                             | 13,3                            |
| Temperatura média (°C)          | −1,0                            | 0,1                             | 3,9                             | 9,5                             | 14,1                            | 17,6                            | 19,6                            | 19,4                            | 14,8                            | 10,1                            | 5,6                             | 0,9                             | 9,6                             |
| Temperatura mínima média (°C)   | −3,6                            | −3,0                            | −0,2                            | 4,3                             | 9,1                             | 12,8                            | 14,9                            | 14,6                            | 10,8                            | 6,8                             | 3,1                             | −1,6                            | 5,7                             |
| Precipitação (mm)               | 46                              | 40                              | 52                              | 49                              | 72                              | 77                              | 94                              | 61                              | 67                              | 49                              | 49                              | 48                              | 704                             |
| Dias com precipitação           | 9                               | 8                               | 9                               | 8                               | 9                               | 8                               | 10                              | 7                               | 8                               | 7                               | 8                               | 9                               | 100                             |
| Umidade relativa (%)            | 81                              | 79                              | 74                              | 68                              | 69                              | 69                              | 69                              | 68                              | 72                              | 77                              | 81                              | 81                              | 74                              |
| Fonte: 2023-06-16               |                                 |                                 |                                 |                                 |                                 |                                 |                                 |                                 |                                 |                                 |                                 |                                 |                                 |

### Divisão administrativa
Conforme o Registro Oficial Nacional da Divisão Territorial do País, os distritos de Biała são:
- Cidade Velha
- Szonowice

Também existem conjuntos habitacionais na cidade:
- Tysiąclecia
- 40-lecia

## História

### Pré-história e antiguidade
Os vestígios de habitação humana na área da atual cidade de Biała, confirmados por pesquisas arqueológicas, datam da Idade do Ferro. Uma urna para cinzas e um alfinete decorativo desse período foram encontrados. Também foram encontrados potes de chumbo, vasos e restos de ossos.

### Idade Média

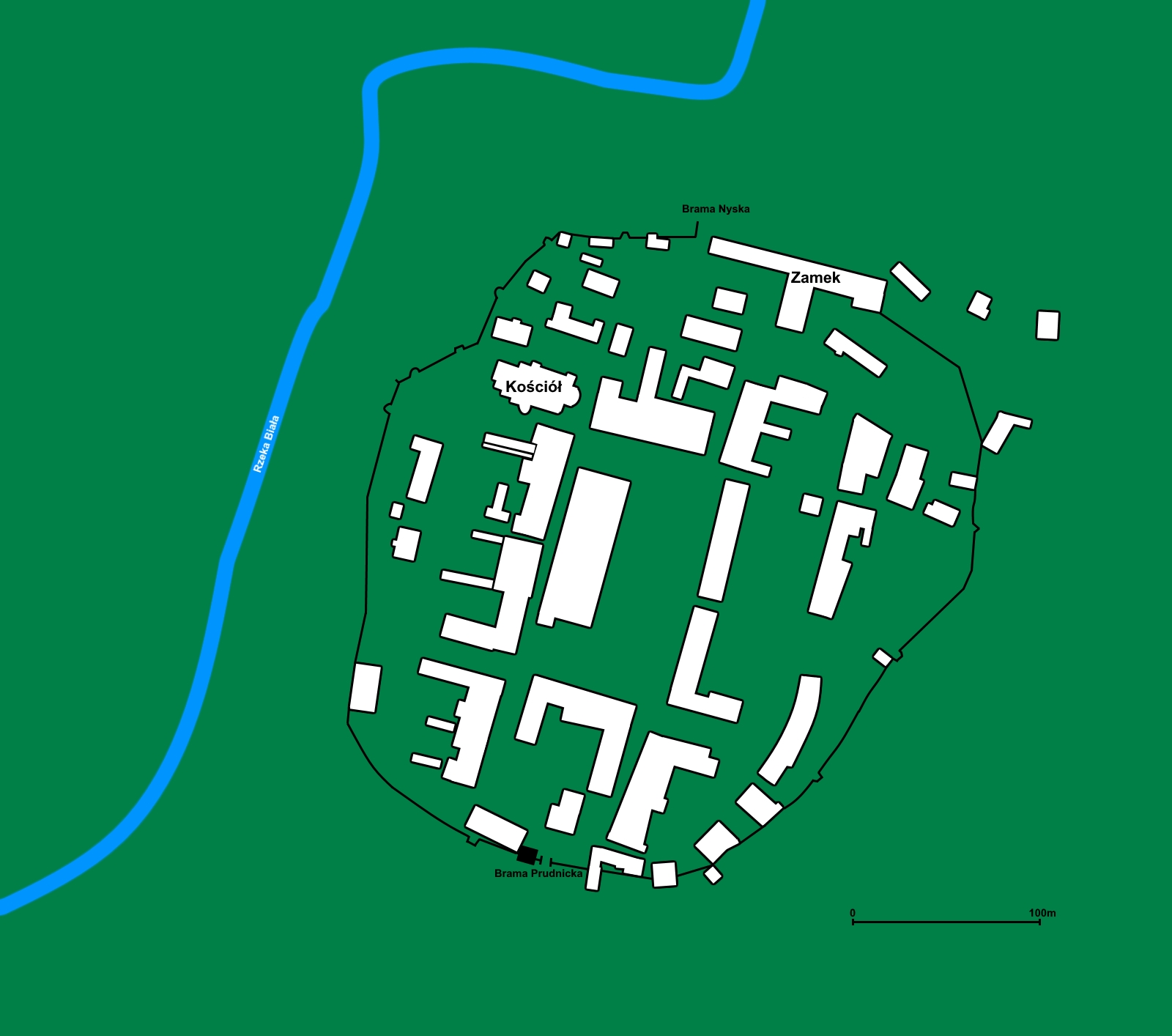
Planta de Biała na Idade Média

A área em que Biała foi fundada pertencia à tribo dos apolanos. Um assentamento pré-local na área da atual cidade foi fundado na virada dos séculos X e XI.
Ela foi fundada no final do século XII sob a Lei de Magdeburgo como uma vila principesca. O local original do assentamento, chamado de Cidade Velha, foi fundado em 40 łans na estrada de comércio de Nysa para Cracóvia. Biała, com a vizinha Prężyna, eram os pontos mais distantes do Ducado de Opole em relação à Morávia (Prudnik e Lubrza, nas proximidades, já estavam na Morávia). Ela foi mencionada pela primeira vez em um documento emitido em 29 de novembro de 1225 em Jemielnica pelo príncipe Casimiro I de Opole, que concedeu aos alemães deslocados em Gościęcin todas as liberdades que tinham em Biała. Naquele ano, a existência da igreja dos Santos Apóstolos Pedro e Paulo foi registrada ali. Em 1240, a aldeia tinha o direito da espada (direito concedido a certas cidades e senhores feudais de julgar casos puníveis com a morte e de executá-la).

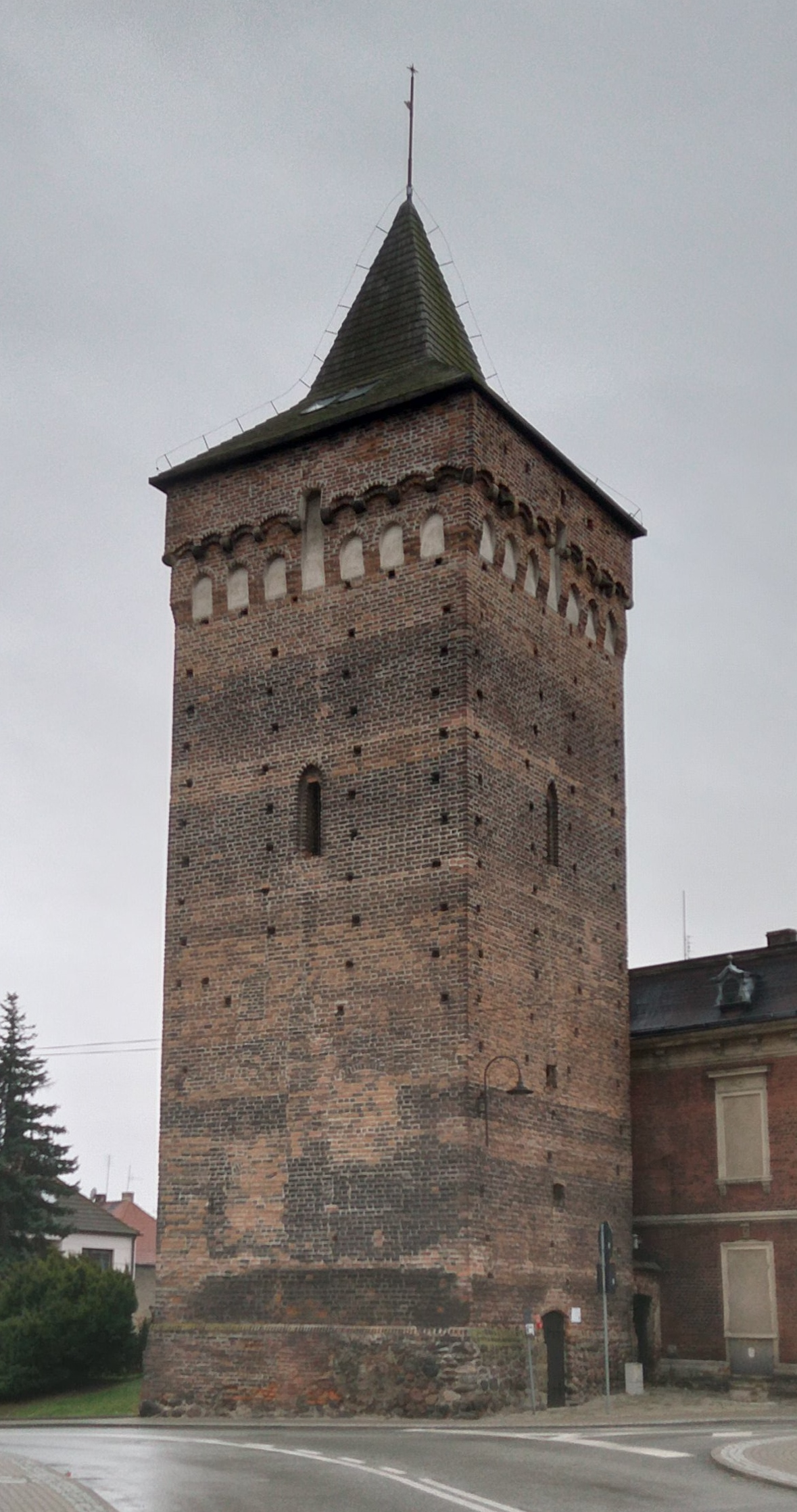
Torre do Portão Prudnick, erguida no século XV

No final da primeira metade do século XIII, uma segunda fundação ocorreu em uma colina a oeste da Cidade Velha. Uma castelo defensivo de madeira foi erguido ali como a sede do castelão. O historiador Jan Piotr Chrząszcz supôs que Biała começou a existir como uma cidade sob o domínio do duque Władysław, por volta de 1270, quando a igreja paroquial da Assunção da Bem-Aventurada Virgem Maria foi erguida. A existência de uma sede de castelania em Biała é confirmada por um documento de 1279. De 1273 a 1313, a cidade foi governada pelos castelões: Tomas von Kamen de Kamień Śląski, Świętopełk e o cavaleiro Henryk de Grabina. Em 10 de abril de 1311, o vereador de Biała foi mencionado em documentos ao lado do duque Bolesław. Em 1313, a cidade tornou-se parte do principado de Niemodlin. Apesar de sua existência certa como cidade antes de 1285, a posse de direitos municipais por Biała só foi confirmada em 18 de fevereiro de 1327. No início, era regida pela lei flamenga, depois pela lei de Środa, e, em 1372, Henrique I de Niemodlin concedeu a Biała a lei de Magdeburgo. As aldeias próximas de Biała aplicavam a lei de Biała.
Em 1335, o arquipresbitério de Biała foi mencionado, e em 1374 uma escola em Biała. Após a morte do duque Henrique I em 1382, sua viúva Eufêmia de Breslávia residiu no castelo de Biała, a quem Biała pertenceu até 26 de abril de 1386. A cidade caiu nas mãos de Władysław Opolczyk. Biała participou de um acordo com Prudnik, Ścinawa Mała, Głogówek e Niemodlin para processar e punir criminosos com a morte. Em 1427, o duque de Głogówek-Prudnik, Bolko V, confirmou um privilégio anterior que permitia que os judeus se estabelecessem em Prudnik, Biała, Głogówek e Strzeleczki. Durante a expedição hussita à Silésia, em março de 1428, os cavaleiros e burgueses de Biała foram feitos prisioneiros pelos hussitas, enquanto a própria cidade foi saqueada.

### Séculos XVI a XX
Em 1502, o príncipe João II, o Bom, concedeu aos habitantes de Biała um privilégio que lhes permitia reparar as muralhas defensivas, que arriscavam desabar. No mesmo ano, ele concedeu uma carta de guilda aos tecelões de Biała e, em 1503, aos alfaiates, padeiros e sapateiros. Segundo os acordos concluídos com João II, o Bom, Biała, com todo o ducado de Opole-Racibórz, caiu nas mãos dos reis tchecos da dinastia Habsburgo. Eles concederam o feudo de Opole, entre outros, à dinastia de Vasa em 1645–1666.

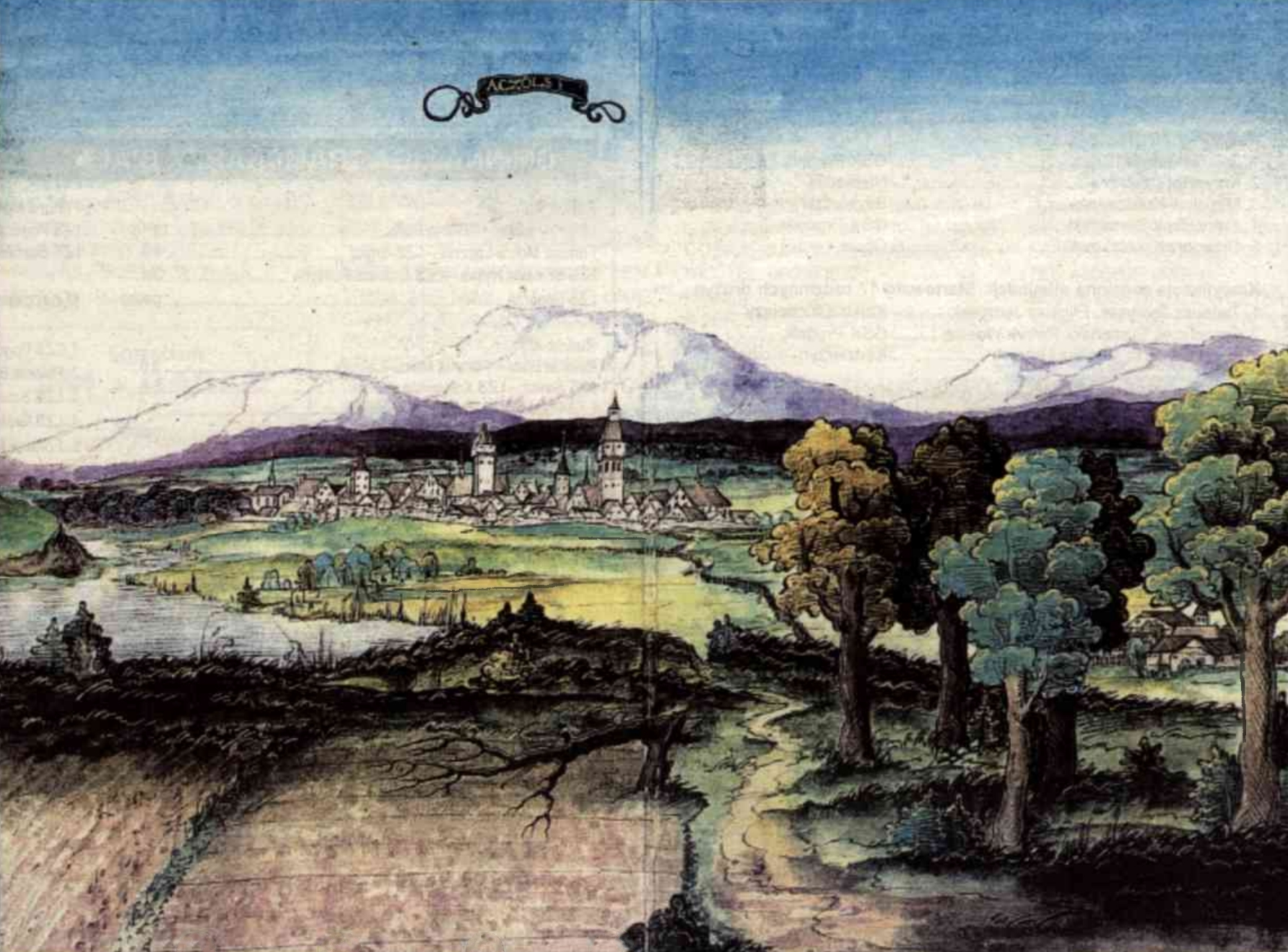
Panorama de Biała no século XVI

Conforme o livro de impostos de 1534, o castelo Biała incluía uma mansão próxima à cidade, um jardim de lúpulo, um pomar de frutas, uma lagoa, uma lagoa menor perto de Żabnik, uma floresta, bem como nove aldeias: Stare Miasto, Szonowice, Kolnowice, Radostynia, Wasiłowice, Prężyna, um feudo das aldeias de Czyżowice, Śmicz e Pleśnica. Havia um moinho de malte na cidade. Havia 9 famílias judias vivendo na cidade. Havia 97 proprietários de casas no interior dos muros da cidade. Na Praça do Mercado, havia 10 feirantes, uma cervejaria, dois curtumes e uma olaria. Ninguém morava no subúrbio de Prudnik, havia apenas celeiros lá, enquanto no subúrbio de Nysa havia duas propriedades e 7 proprietários de casas. Em 28 de outubro de 1544, ocorreu um incêndio em Biała, que destruiu todos os edifícios de madeira da cidade, incluindo a igreja paroquial.
Em 12 de abril de 1564, o imperador Maximiliano II Habsburgo encarregou um comitê de criar um novo registro de terras para Biała. No mesmo ano, o Barão Georg von Proskowski, proprietário da vizinha Prószków, assumiu o controle da cidade. Ele concedeu novos privilégios aos açougueiros, ferreiros, serralheiros e carpinteiros de Biała. O brasão de armas de Biała foi complementado com o da família Prószkowski. O Sejmik do Ducado de Opole e Racibórz aprovou uma resolução obrigando os judeus a vender suas casas, pagar suas dívidas e deixar as fronteiras do ducado. A família Prószkowski intercedeu para os judeus permanecerem em Biała. Consequentemente, Biała tornou-se a única cidade da Alta Silésia onde era permitido o assentamento livre de judeus. A segunda cidade desse tipo em toda a Silésia foi Głogów. Muitos judeus se estabeleceram lá, dedicando-se principalmente ao comércio. Com o tempo, havia tantos deles que Biała passou a ser conhecida como a “Cidade dos Judeus” ou a “Cidade dos Justos”. Em 1584, Georg von Proskowski morreu, e seu filho, Hans Christoph von Proskowski, tornou-se Barão de Biała, Chrzelice e Prószków.

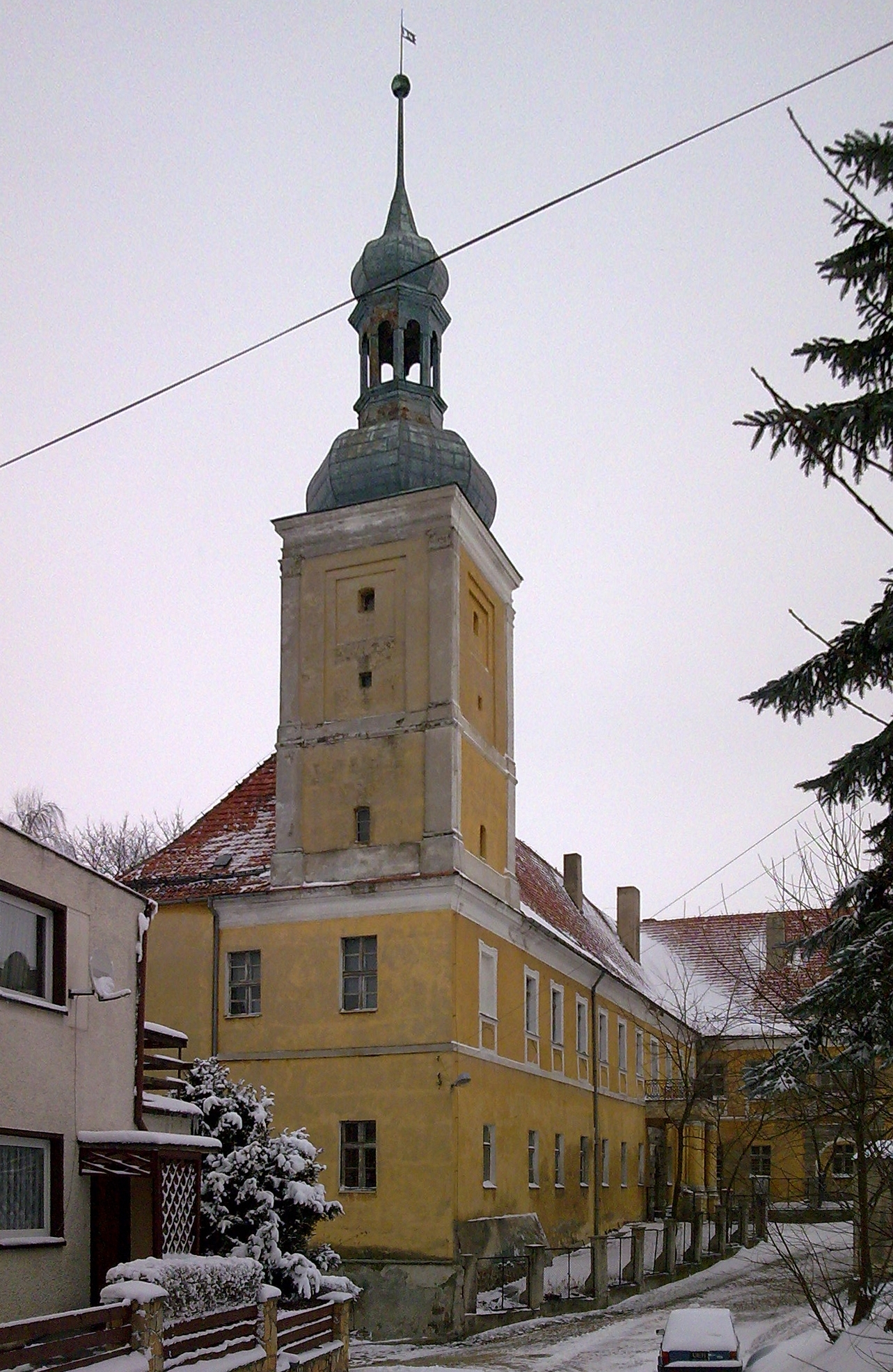
Castelo Proszkowski em Biała

A pedido do Barão Hans Christoph, o Imperador Rodolfo II aprovou o assentamento de judeus em Biała em uma carta datada de 13 de abril de 1601. Em 4 de maio de 1606, Hans Christoph comprou do imperador o “domínio de Biała”, ou seja, o castelo e a cidade com seus pertences. Em 1632–1633, houve uma epidemia de peste em Biała. A cidade foi saqueada durante a Guerra dos Trinta Anos. As contas do tesoureiro de 1635 a 1638 mostram que, naquela época, havia 94 casas grandes na cidade, 9 casas de comerciantes e 27 casas fora dos portões da cidade, ou seja, nos subúrbios de Nysa e Prudnik, e 3 feiras eram realizadas. O censo de 1647 e 1648 contou 155 casas. Para comemorar as vítimas da peste de 1633, foi erguida uma capela no cemitério em 1656. No século XVII, judeus poloneses e vienenses se refugiaram na cidade. Biała permaneceu como o centro da vida cultural e econômica da comunidade judaica na Alta Silésia até o século XIX. Os judeus contribuíram para o desenvolvimento econômico da cidade. No século XVIII, era a única cidade do Reich alemão com mais judeus do que cristãos.

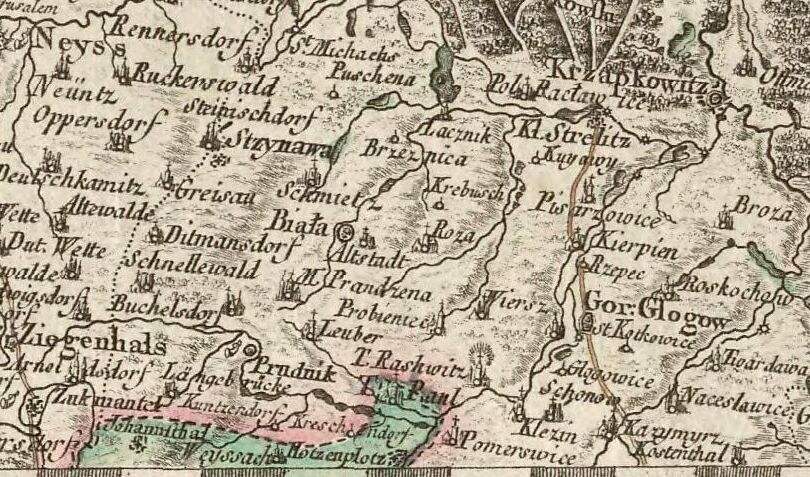
Biała entre as aldeias da Terra de Prudnik no mapa polonês de 1772

Em 1704, uma “guerra da cerveja” eclodiu em Biała devido à venda não regulamentada de cerveja pelo coronel Johann Cebulla, que morava no castelo. Até 1742, a cidade era a sede do distrito judicial de Biała na Monarquia dos Habsburgos. Após a Primeira Guerra da Silésia, ela caiu nas fronteiras do Reino da Prússia e tornou-se parte do condado de Prudnik, na província da Silésia. As tropas prussianas estavam estacionadas entre Biała e Gostomia. No século XVIII, Biała estava sujeita à inspeção fiscal em Prudnik. Em 1745, Biała tornou-se uma cidade guarnição. Em 1746, havia uma agência de correios em Biała, subordinada à agência de correios de Prudnik. Em 1747, um novo prédio para as autoridades da cidade, chamado de prefeitura, foi construído na Praça do Mercado em Biała. Em 1780, a cidade tinha uma população de 2 036 habitantes, dos quais 1 001 eram judeus. Friedrich Albert Zimmermann, em 1784, observou haver cultivo de linho em Biała. Em 1791, foi construída uma nova olaria e a prefeitura foi reconstruída. Biała era um centro de fabricação de rendas. Após um incêndio em 1793, começaram a ser construídos edifícios de tijolos na cidade.
Após a introdução do decreto de emancipação em 1812, muitos dos judeus que viviam em Biała começaram a se mudar para áreas economicamente mais desenvolvidas da Silésia. Entre eles estava Samuel Fränkel, que fundou uma tecelagem de linho e damasco (mais tarde “Frotex”) em Prudnik. Nos anos seguintes, os judeus mortos de cidades próximas, incluindo Prudnik, Opole, Racibórz e Koźle, foram enterrados em Biała. Durante as Guerras Napoleônicas em 1813, as tropas de Napoleão foram aquarteladas em Biała nas ruas Wałowa e Szkolna.

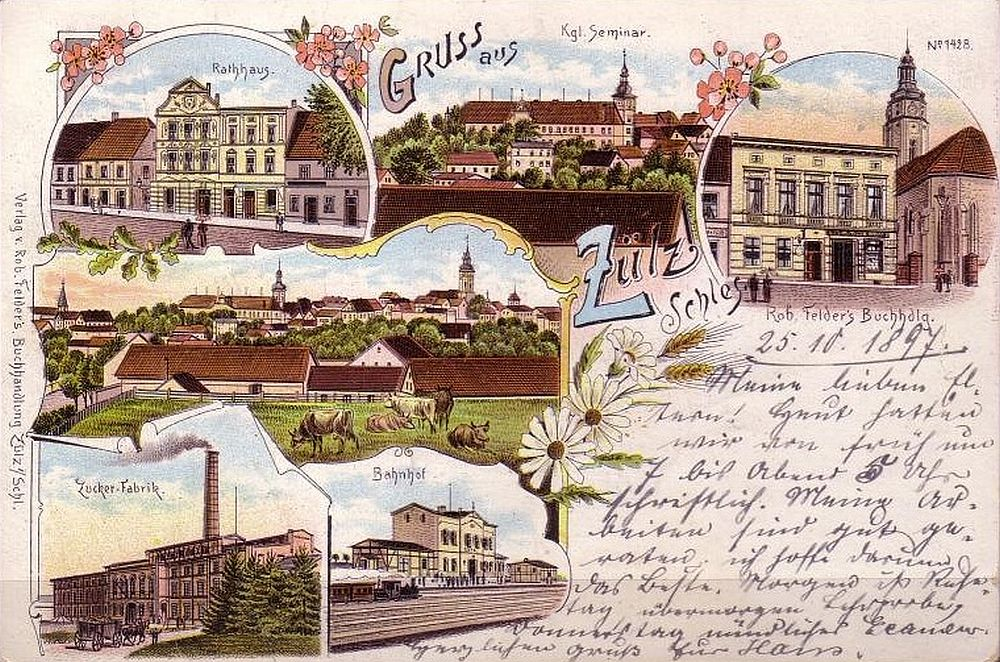
Cartão postal de Biała de 1897 mostrando o panorama da cidade, a prefeitura, o castelo, a fábrica de açúcar e a estação ferroviária

Originalmente, o vilarejo era dominado por uma população de língua polonesa, conforme observado na descrição topográfica da Alta Silésia de 1865 na passagem: “In den älteren Zeiten wurde mehr Polnisch als Deutsch gesprochen, gegenwärtig ist aber die deutsche Sprache die vorherrschende.” (“Nos tempos antigos, a fala era mais polonesa do que alemã, mas atualmente o alemão é a língua dominante.”). Devido às práticas de germanização, os poloneses de Biała enviavam seus filhos para fora da Silésia, para o antigo território do Reino da Polônia, para poderem aprender polonês em paz, como Filip Robota escreveu na Gazeta Toruńska. Em 1861, havia 339 judeus vivendo em Biała.
Em 1854, foi construída a estrada para Prudnik e, em 1864, a estrada para Krapkowice. Em 1868, foi criado um sindicato de jornaleiros e, em 1890, uma brigada de incêndio voluntária. Após a divisão da herança em 1872, a cidade comprou o castelo. A partir de 1875, ele foi usado para fins educacionais. Até 1925, abrigou um seminário de professores. Desde 1872, havia uma Associação de Poupança e Empréstimo. Em setembro de 1893, foi fundada a Associação de Ginástica Masculina. O Tribunal Municipal de Biała, que tinha sua sede na prefeitura, foi suspenso e transferido para Prudnik. Em 1895, a Companhia Ferroviária Prudnik-Gogolin, com sede em Prudnik, foi criada visando construir uma linha local secundária, de bitola normal, de Prudnik a Gogolin, inclusive passando por Biała. A linha foi colocada em operação em 1896. Entre 1895 e 1896, o hospital distrital de Santa Isabel foi construído em Biała. Em 1898, uma fábrica de açúcar foi construída em Szonowice.
No início do século XX, a população aumentou para 2816. Havia uma prisão e um escritório de alfândega na cidade. Foram construídos um sistema de gás e abastecimento de água, iniciou-se a modernização dos edifícios e a estrada entre Biała e Ligota Bialska foi ampliada. Segundo o censo de 1 de dezembro de 1910, dos 2842 habitantes de Biała, 2382 falavam alemão, 430 falavam polonês, 2 outro idioma e 28 eram bilíngues. Durante a Primeira Guerra Mundial, o ginásio de esportes de Biała abrigou um hospital de campanha. A Cruz Vermelha era ativa na cidade.

### Período entre guerras

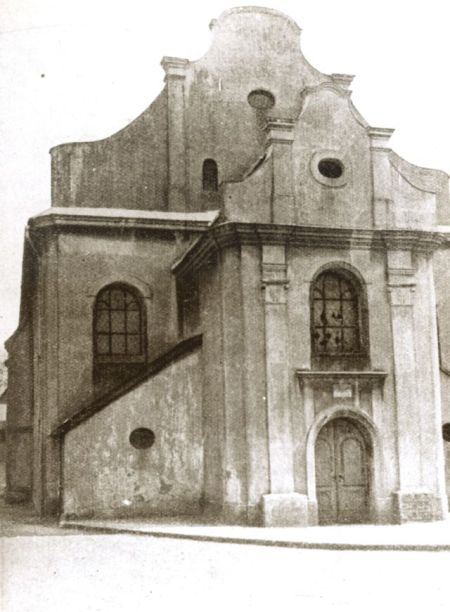
Sinagoga em Biała (1926)

Desde 1919, Biała fazia parte da recém-criada província da Alta Silésia. A província foi abolida em 1938 e restabelecida em 18 de janeiro de 1941.
Em 1921, apenas uma parte do condado de Prudnik foi incluída no plebiscito da Alta Silésia. Biała ficava no lado ocidental, fora da área do plebiscito. Foi realizada uma reunião na cidade, durante a qual os ativistas nacionais Aleksander Skowroński e Franciszek Strzoda declararam a favor da Polônia. Os residentes de Biała se juntaram aos guardas de fronteira. Houve escaramuças entre alemães e poloneses na cidade. Após a eclosão da Terceira Revolta da Silésia, os refugiados de Głogówek e Krapkowice vieram para Biała.

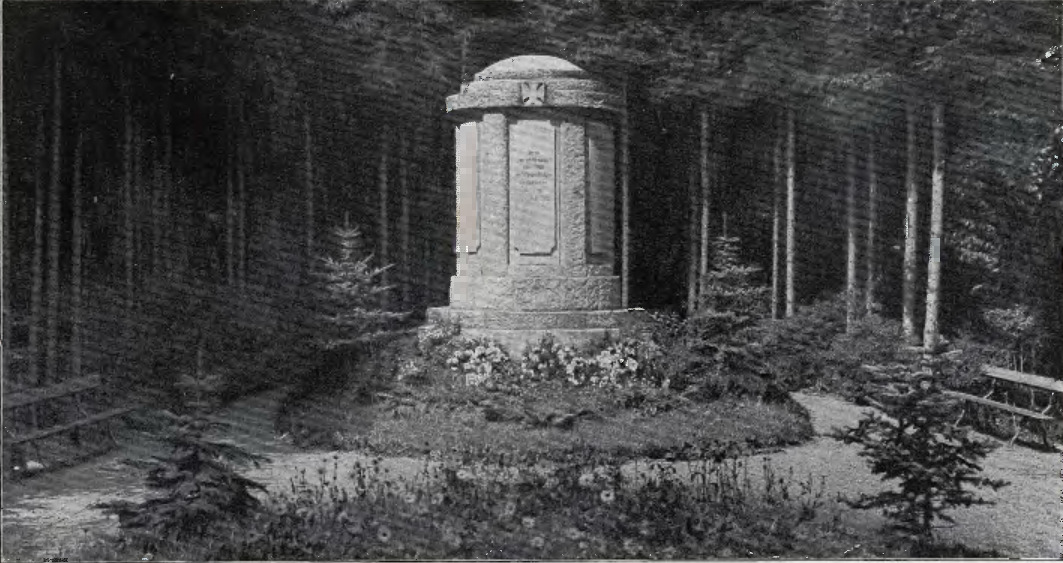
Monumento aos mortos na Primeira Guerra Mundial

Em Biała, foram fundados um Clube Social, um Clube de Seminaristas e um Clube Esportivo, bem como uma União de Mulheres Católicas, uma União Alemã, uma Coluna Sanitária Voluntária e uma Cooperativa Habitacional. Na década de 1920, foi criado o Parque Municipal de Biała. Em 27 de agosto de 1922, foi dedicado um monumento aos mortos da Primeira Guerra Mundial. Uma filial local do Banco de Poupança do Distrito de Prudnik foi criada na cidade.
Em janeiro de 1932, Bruno Schramm, membro da Sturmabteilung, foi espancado durante uma briga de rua com comunistas em Biała e morreu em consequência dos ferimentos. Ele foi considerado um mártir pelos nazistas. Durante a Noite dos Cristais de 9 e 10 de novembro de 1938, as milícias nazistas incendiaram a sinagoga de Biala, construída em 1774.

### Segunda Guerra Mundial

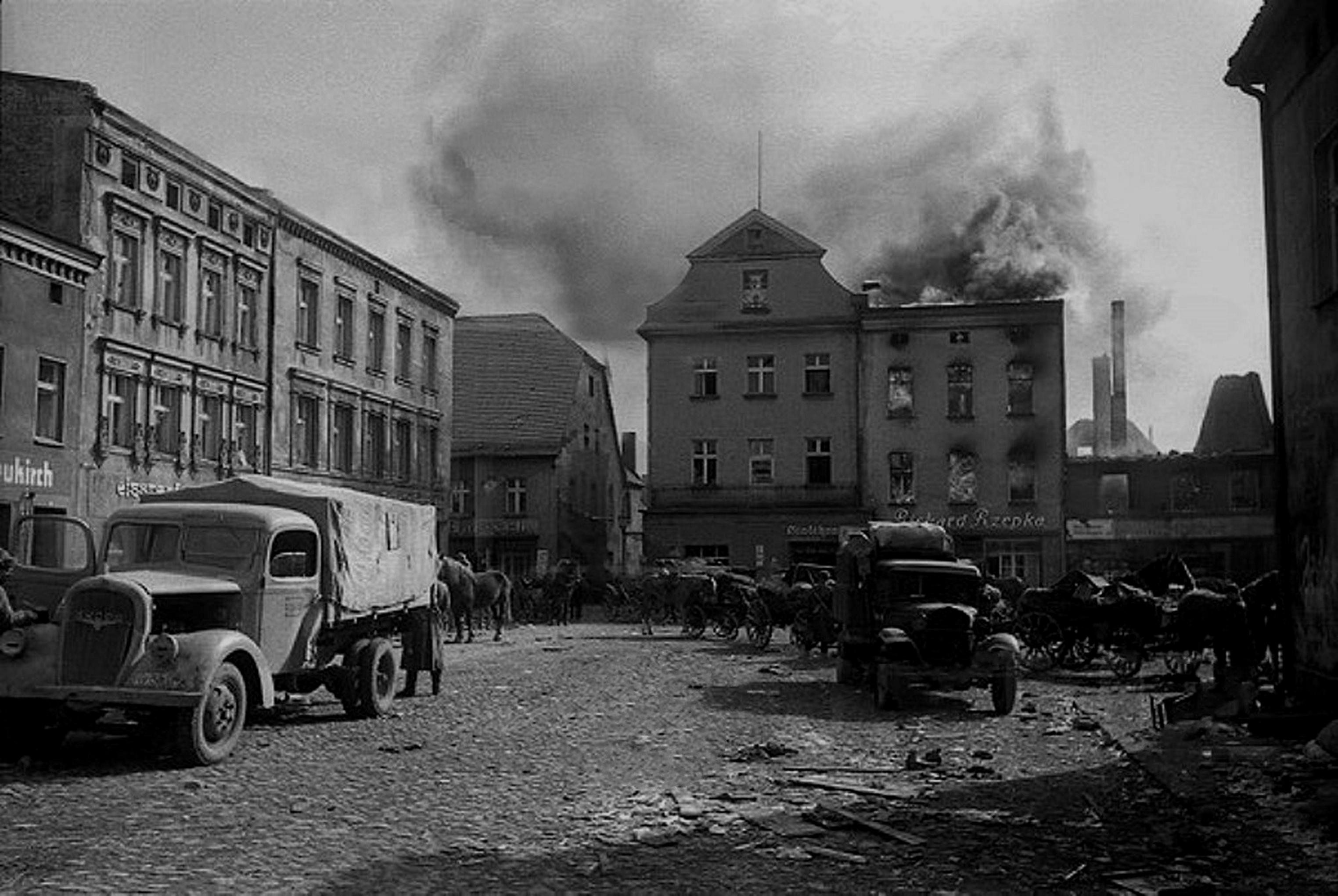
Exército Vermelho na Praça principal em Biała depois que a cidade foi tomada (março de 1945)

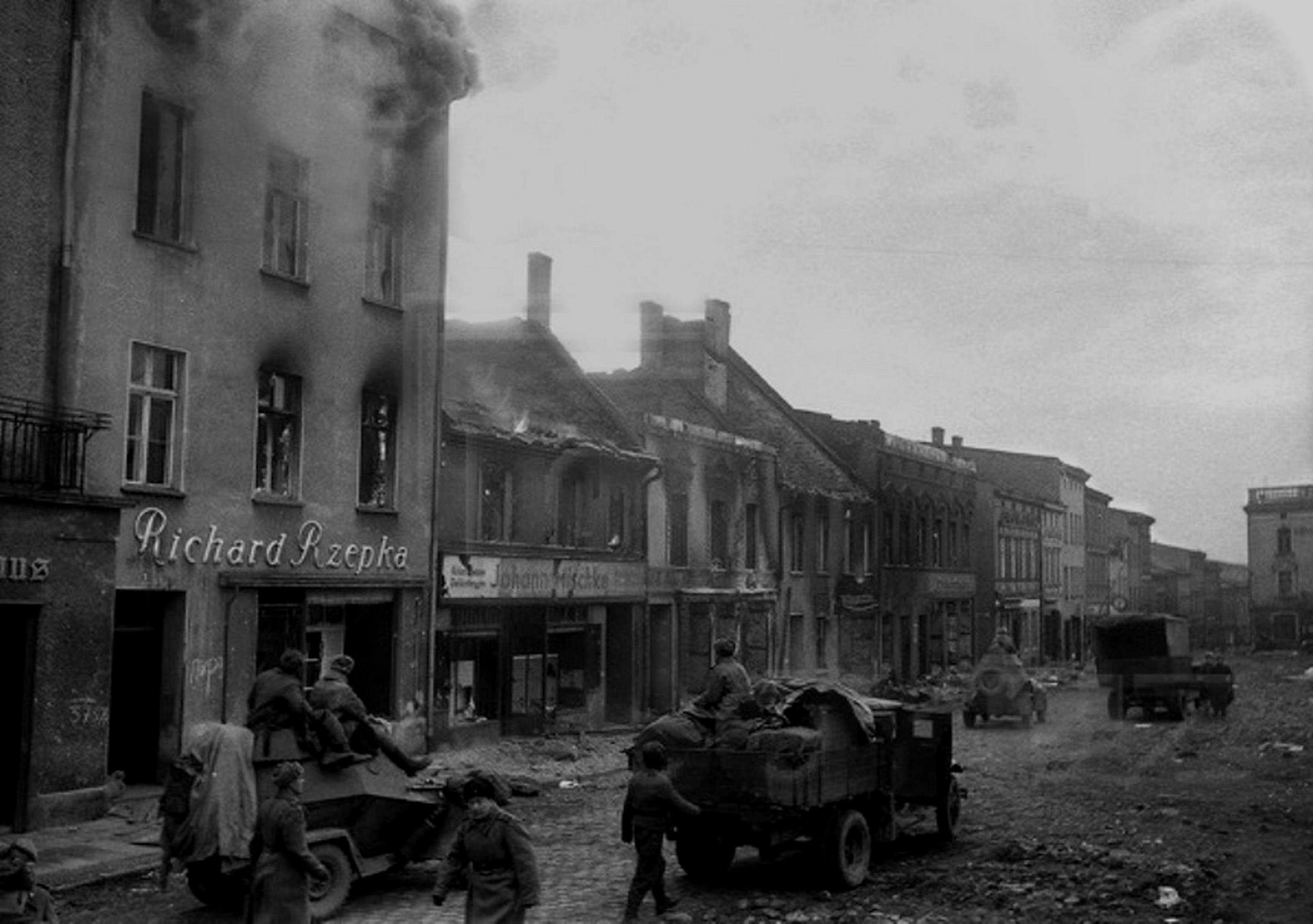
Exército Vermelho na Praça principal em Biała depois que a cidade foi tomada (março de 1945)

Em janeiro de 1945, colunas de prisioneiros de campos de concentração alemães passaram por Biała. Durante a chamada “Marcha da Morte” muitas pessoas morreram ou foram assassinadas pelos alemães.
Em 1945, as tropas alemãs foram expulsas da cidade pelas unidades do 117.º Corpo de infantaria do 21.º Exército e do 7.º Corpo de guarda mecanizado independente da composição da Primeira Frente Ucraniana. Cento e trinta e sete soldados do Exército Vermelho foram mortos na luta pela cidade. No local de seu enterro original, um Monumento de Gratidão ao Exército Vermelho foi erguido na Praça do Castelo. Como resultado da luta, a fachada leste da praça principal com a prefeitura foi incendiada.

### Polônia do Povo
De março a maio de 1945, o condado de Prudnik ficou sob o controle do comando militar soviético. Em 11 de maio de 1945, a administração polonesa assumiu a autoridade civil no condado de Prudnik. Os habitantes de Biała, que falavam o dialeto silesiano ou conheciam o idioma polonês, foram autorizados a permanecer na cidade após receberem a cidadania polonesa. Em 1945, uma placa simbólica em memória dos guerrilheiros poloneses mortos durante a ocupação foi inaugurada na rua Prudnick pelo então comandante do posto da Milícia Cívica.
Em 1950, a administração do hospital em Prudnik inaugurou uma sala de parto em Biała. Em setembro de 1950, foi criado o Banco Cooperativo Comunal em Biała (mais tarde Banco Cooperativo). A produção de tijolos cozidos de Ewald Licha em Biała foi adquirida pela Prudnickie Zakłady Terenowego Przemysłu Materiais de Construção em Prudnik.
A “Divisão administrativa da voivodia de Opole conforme o estado em 31 de agosto de 1964” menciona partes integrantes da cidade: Stare Miasto, Szynowice.
Novos conjuntos habitacionais foram construídos na cidade: Tysiąclecia e 40-lecia. Em 1980, foi construído um novo prédio escolar.

### Terceira República
No final do século XX, uma estação de tratamento de esgoto foi construída em Biała. Em 2021, a torre do portão medieval Prudnick foi reformada e aberta aos turistas. Em 2023, duas torres de água foram adaptadas em pontos de observação. Durante as enchentes de 14 de setembro de 2024, uma parte baixa da cidade foi inundada. Os locais afetados incluíam as ruas Nyska e Przedmieście, o estádio municipal e uma peixaria. Vinte e oito pessoas foram evacuadas da rua Nyska.

## Demografia
Biała está subordinada ao Serviço de Estatística em Opole, sucursal em Prudnik.
Conforme os dados do Escritório Central de Estatística da Polônia (GUS) de 31 de dezembro de 2024, Biała é uma cidade muito pequena com uma população de 2 232 habitantes (34.º lugar na voivodia de Opole e 837.º na Polônia), tem uma área de 14,7 km² (20.º lugar na voivodia de Opole e 444.º lugar na Polônia) e uma densidade populacional de 152 hab./km² (32.º lugar na voivodia de Opole e 910.º lugar na Polônia). Nos anos 2002-2024, o número de habitantes diminuiu 18,8%.
Os habitantes de Biała constituem cerca de 4,36% da população do condado de Prudnik, constituindo 0,24% da população da voivodia de Opole.
| Descrição                         | Total      | Total    | Mulheres   | Mulheres | Homens     | Homens   |
| --------------------------------- | ---------- | -------- | ---------- | -------- | ---------- | -------- |
| unidade                           | habitantes | %        | habitantes | %        | habitantes | %        |
| população                         | 2 232      | 100      | 1 164      | 52,2     | 1 068      | 47,8     |
| superfície                        | 14,7 km²   | 14,7 km² | 14,7 km²   | 14,7 km² | 14,7 km²   | 14,7 km² |
| densidade populacional (hab./km²) | 152        | 152      | 79,3       | 79,3     | 72,7       | 72,7     |

## Monumentos históricos
Estão inscritos no registro provincial de monumentos:
- Traçado urbano
- Igreja paroquial da Assunção da Bem-Aventurada Virgem Maria, gótico do século XIV, 1544, século XVIII
- Igreja filial de São Pedro e São Paulo, século XIV, 1690
- Cemitério judeu
- Castelo, final do renascimento do século XVI, 1640, século XVIII, século XIX
- Capela
- Capela, rua Kilińskiego 13
- Muralhas defensivas da cidade, do século XV com torres
  - Portão — Torre do portão Prudinik
- Castelo d'água, de 1606 — século XVII, século XX
- Caixa de abastecimento de água, rua Wodociągowa wraz z otoczeniem w granicach działki n.º 1584/3
- Celeiro, rua Przedmieście 6
- Hospital, rua Moniuszki 8, de 1896
- Casa residencial, rua Prudnicka 11 (d. 6)
- Casa residencial, rua Prudnicka 15 (d. 8)
- Casas residenciais, fachada oeste da praça principal, do século XIX
- Casa residencial, praça principal 14 (d. 20)
- Casa residencial, praça principal 15 (d. 21)
- Casa residencial, praça principal 17 (d. 23)
- Casa residencial, praça principal 20 (d. 26)
- Casa residencial, rua Wałowa 1
- Casa residencial, rua Wałowa 3

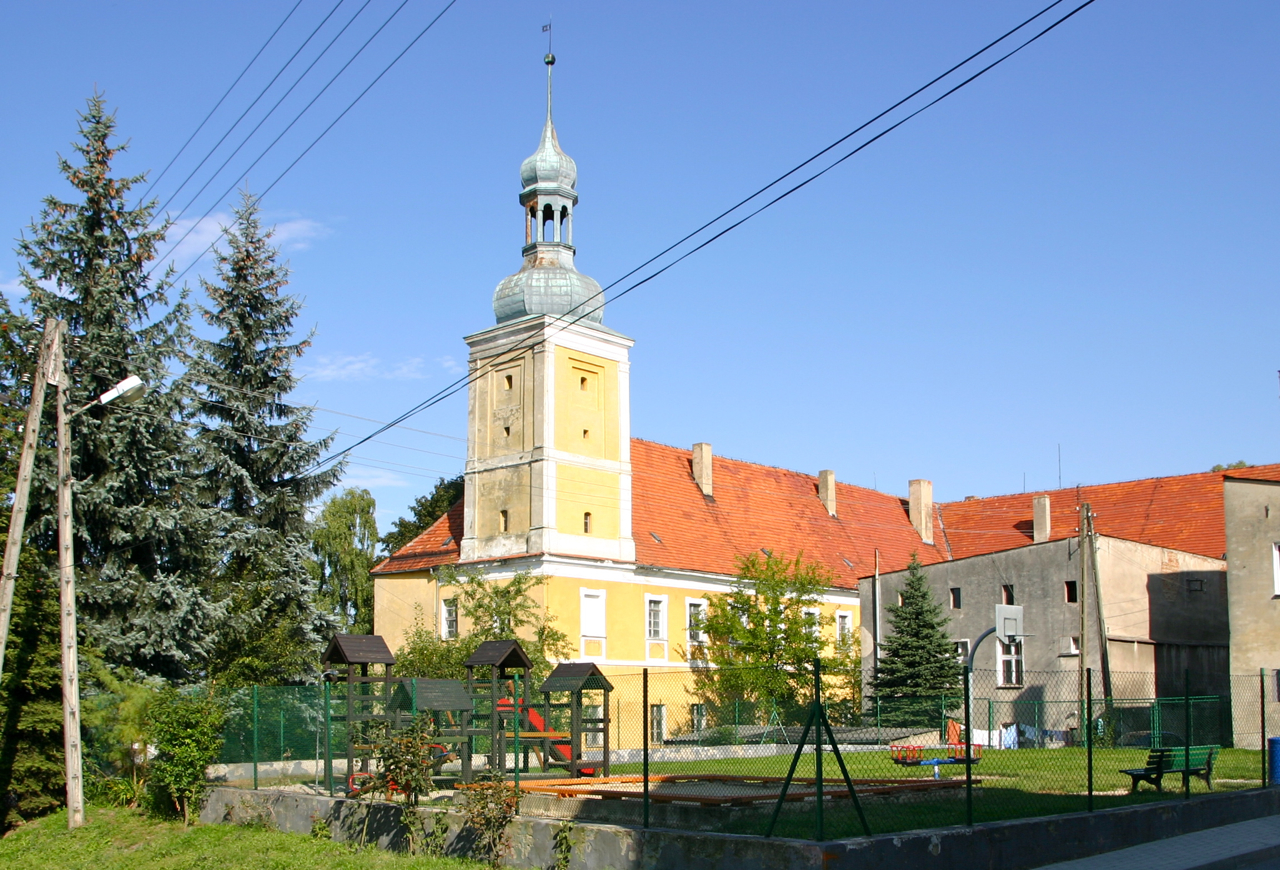
Castelo da Renascença tardia (2011)
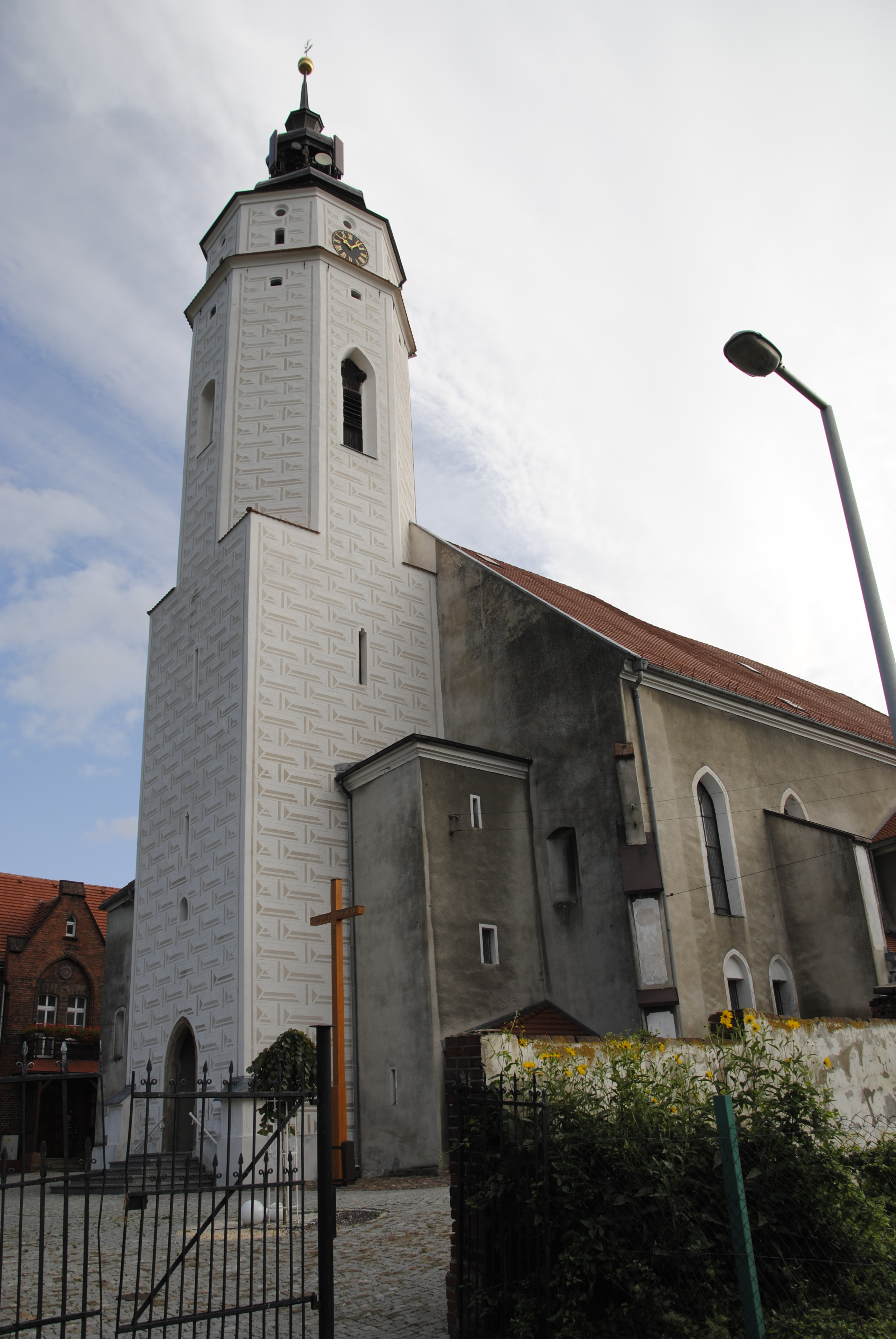
Igreja da Assunção da Bem-Aventurada Virgem Maria
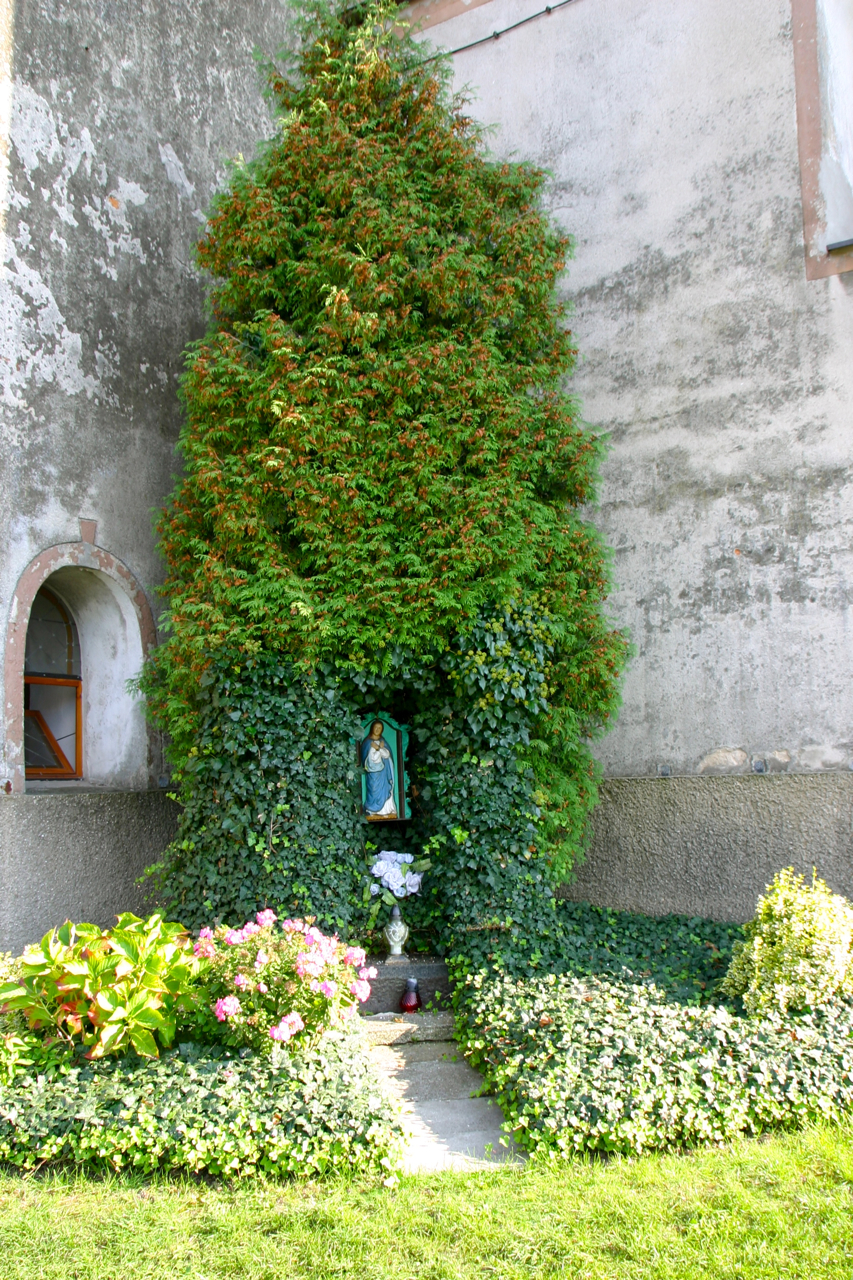
Capela, século XVIII (2011)
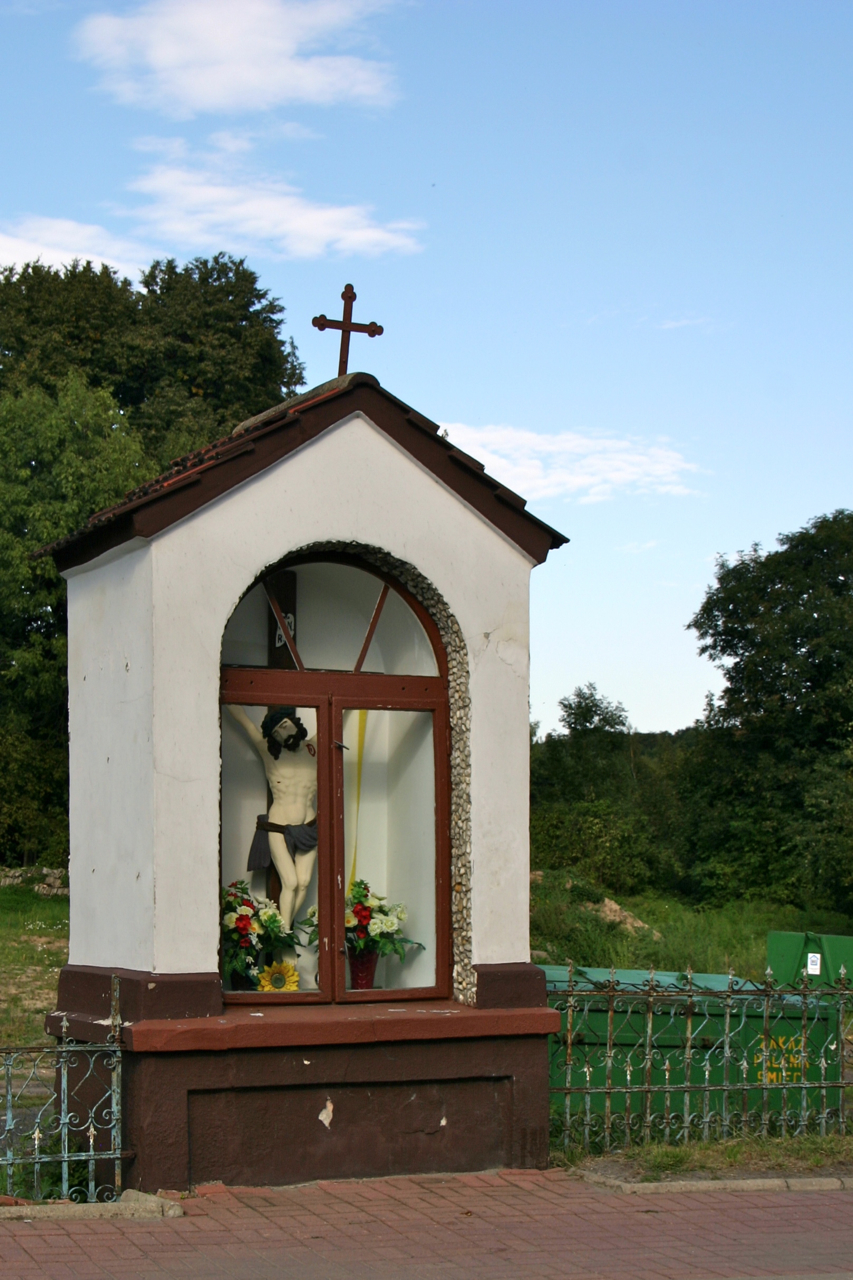
Capela, rua Kilińskiego 14 (2011)
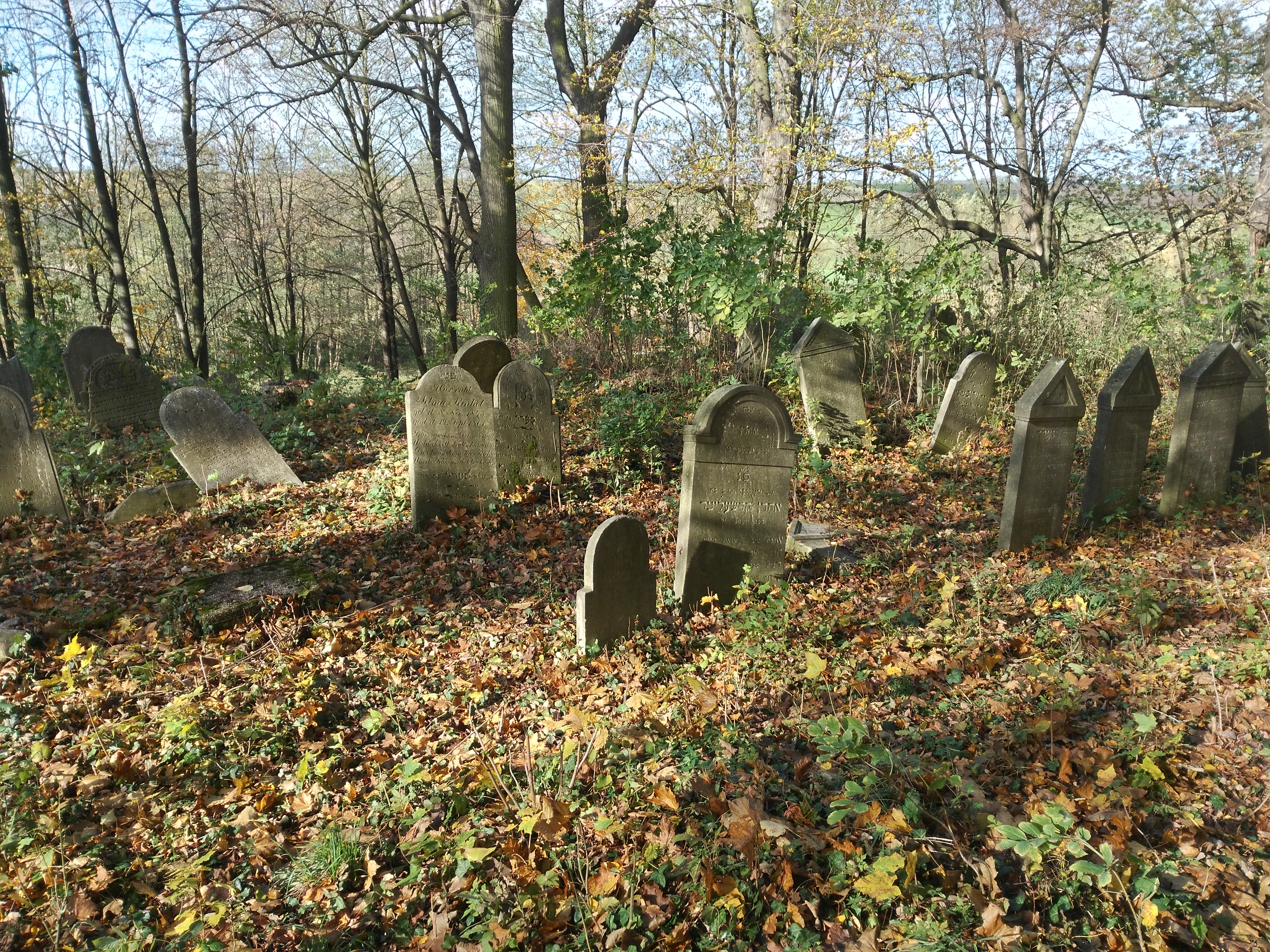
Cemitério judaico
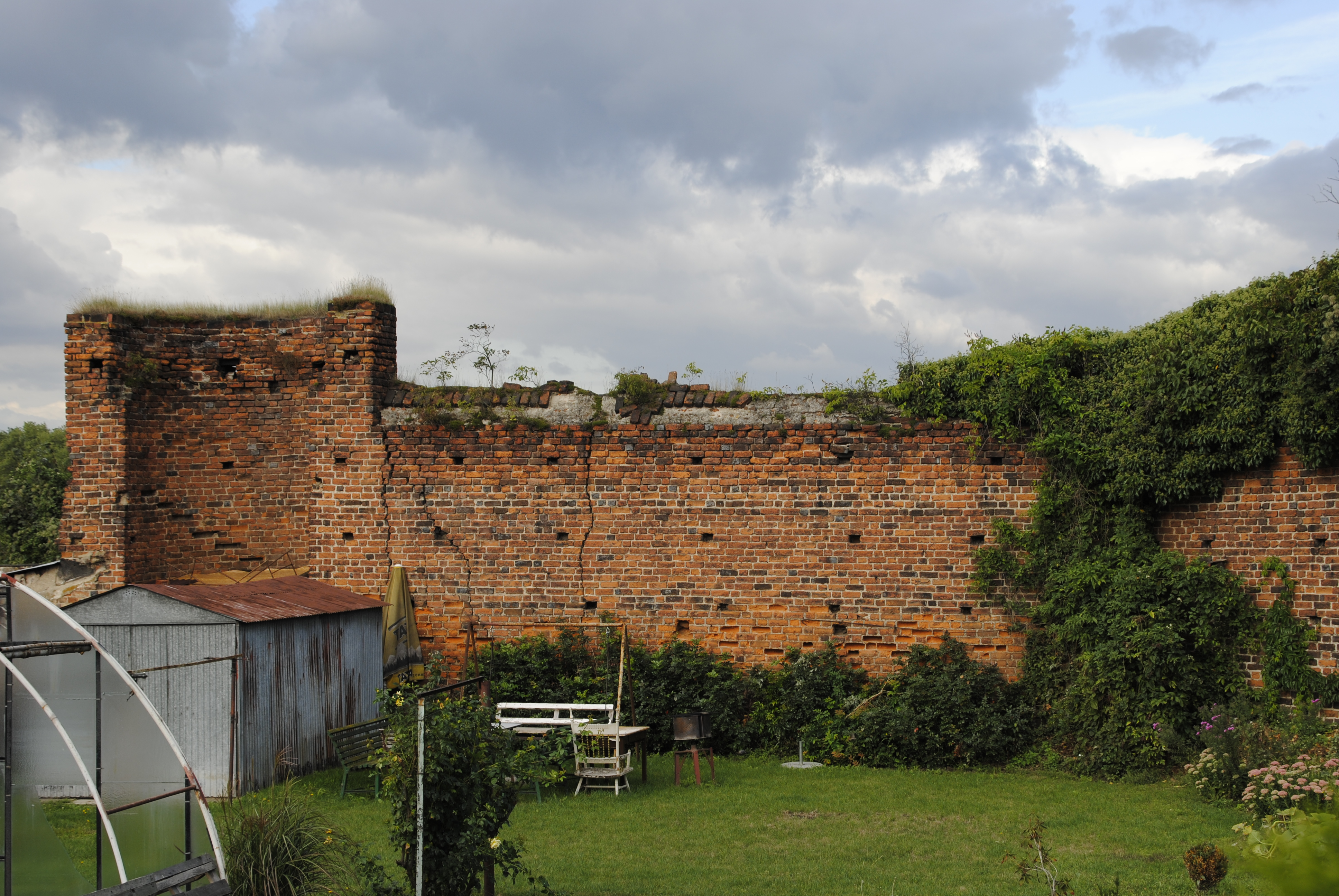
Parte das muralhas defensivas (2017)
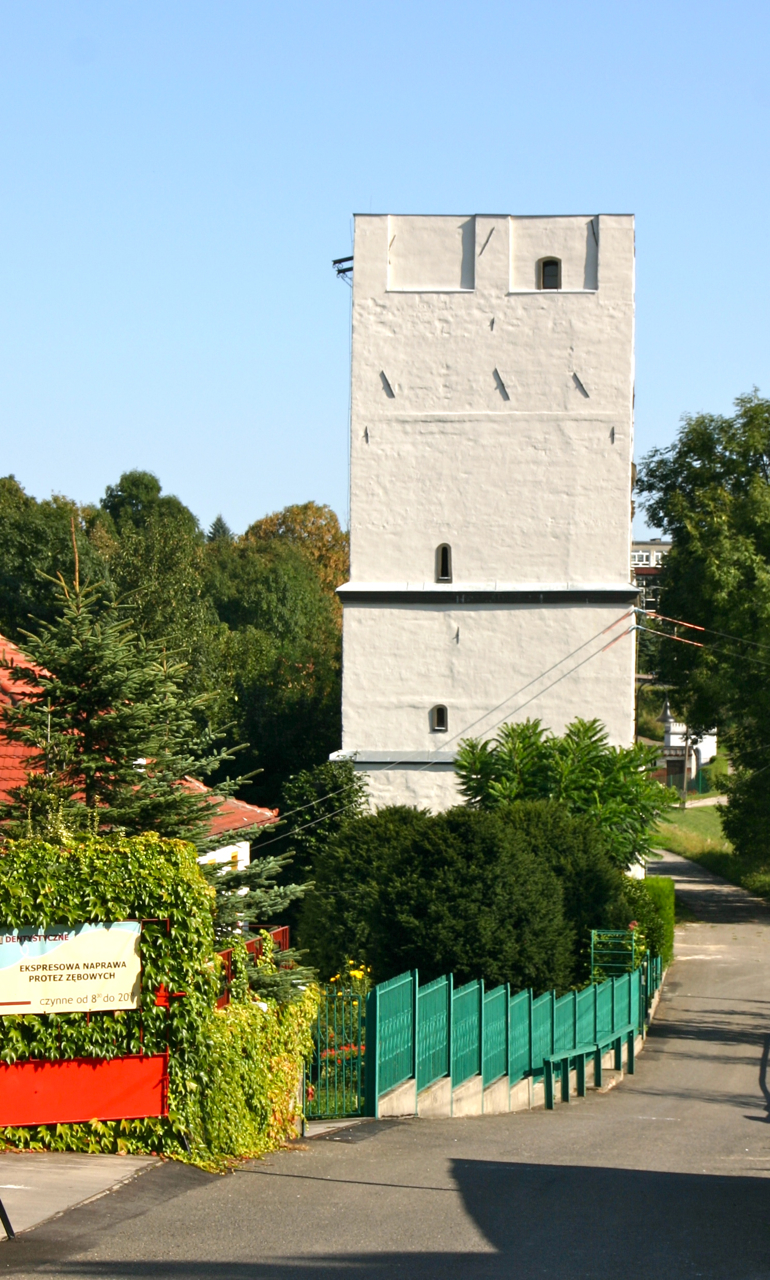
Torre de água (2011)
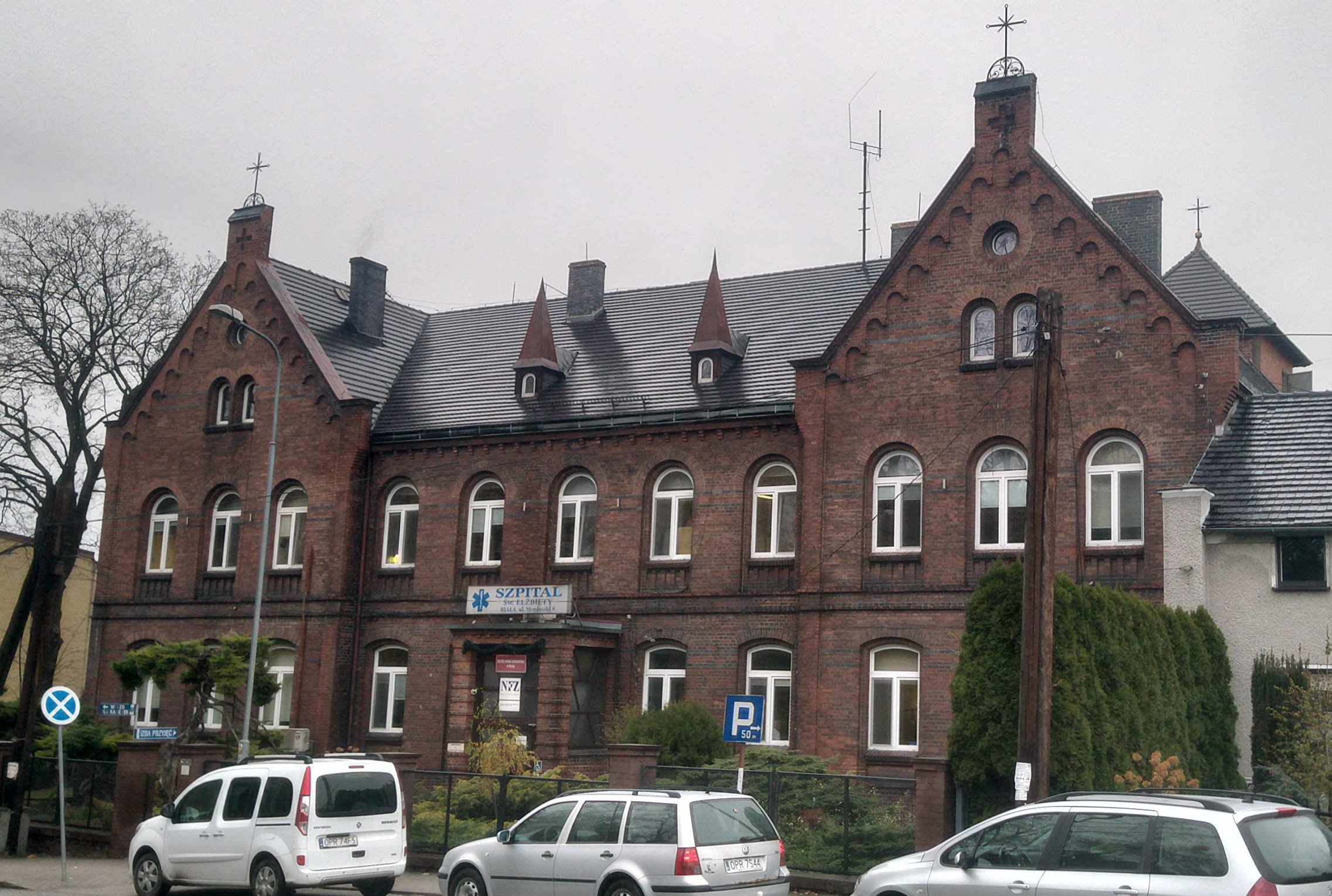
Hospital (2021)

## Economia

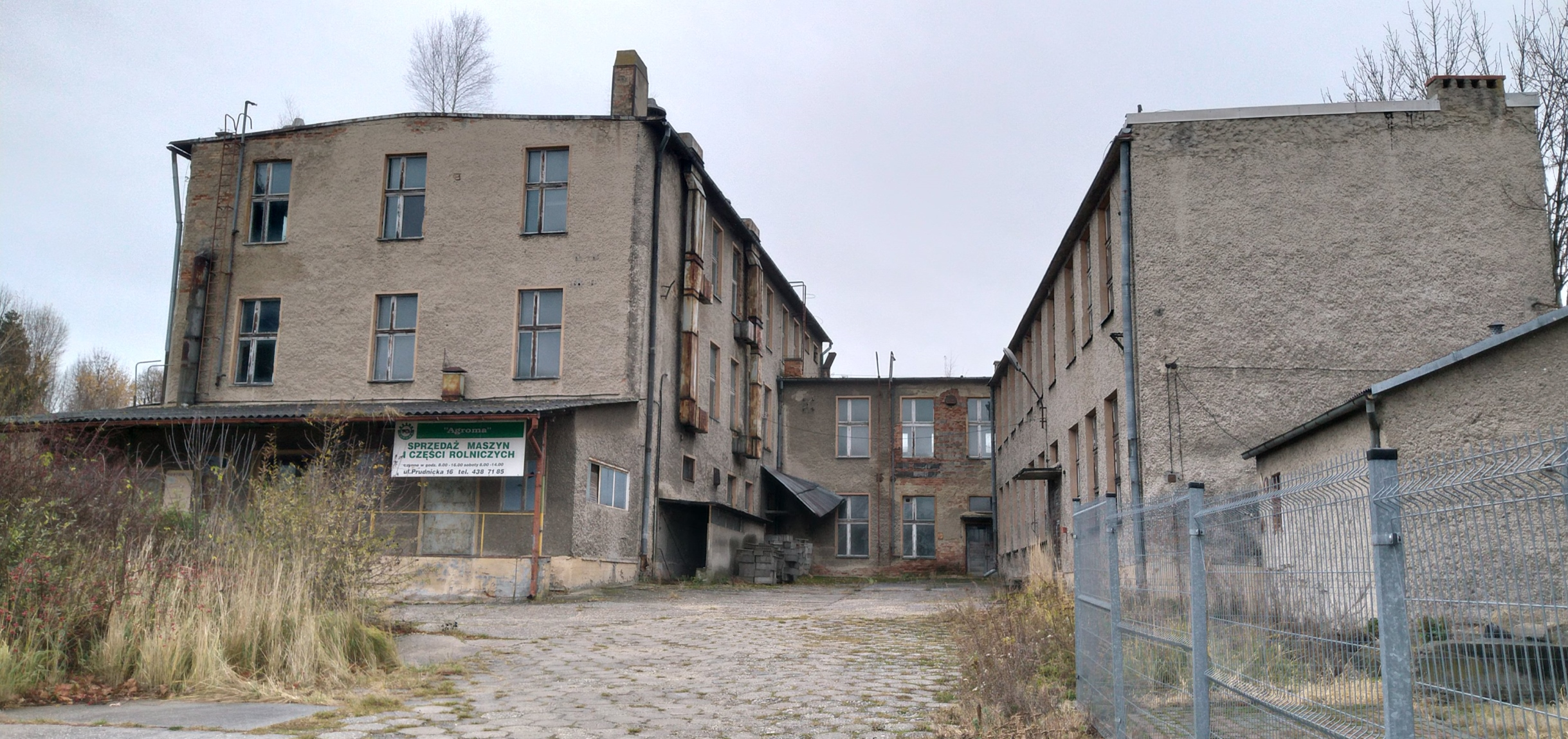
Edifícios da fábrica têxtil em Biała

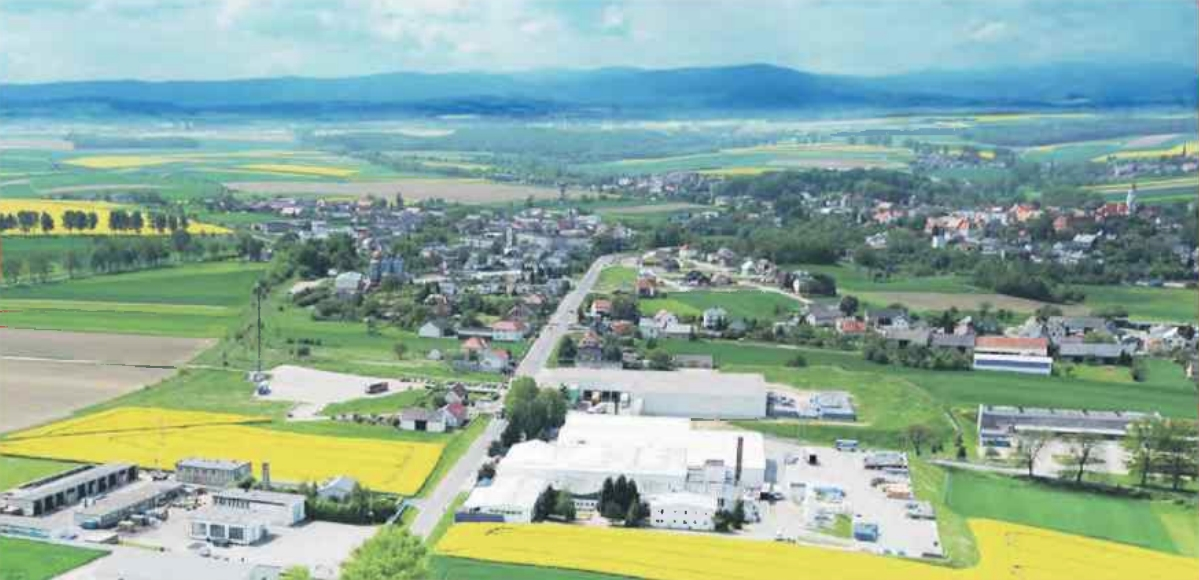
Fábrica de produção da Ustronianka em Biała

Biała é um centro de serviços de importância local; possui uma pequena indústria de malharia e de materiais de construção.
A cidade era a sede da agora encerrada Oficina da Indústria de Malharia e Malharia Prudnick em Biała. Consistia em três fábricas: Fábrica “A” em Biała, Fábrica “B” em Łącznik e Fábrica “C” em Strzeleczki.
Em 2017, a taxa de desemprego em Biała era de 7,2%. O salário bruto médio mensal em Biała ascendeu a 3 609,33 PLN.
34,0% dos habitantes economicamente ativos de Biała trabalham no setor agrícola (agricultura, silvicultura, pesca e mineração), 23,1% no setor industrial (processamento e construção) e 13,5% no setor de serviços (comércio, reparação de veículos, transporte, hotelaria e gastronomia, informação e comunicação) e 2,2% trabalham no setor financeiro (atividades financeiras e de seguros, serviços imobiliários).

### Empreendimentos
A empresa Ustronianka com sede em Ustroń, que se dedica à produção e venda de águas minerais e bebidas não alcoólicas, tem uma filial na cidade desde 1994.
Na rua Głogówecka 1 fica a sede da empresa PPHU “Rol-Pol”, que produz fertilizantes, produtos fitofarmacêuticos, sementes, materiais de construção, combustível e também oferece a compra e venda de produtos agrícolas, produção e serviços de transporte. Tem os seus pontos de venda em Biała, Prudnik, Głogówek, Łącznik e Błażejowice.
Na rua Prudnicka 20A, fica a concessionária DOR-IMP. A empresa Serviços de carpintaria Jacek Thiel, que vende produtos usados na construção da estrutura de tesoura do telhado, está localizada na rua Opolska 38.

### Comércio
Na cidade existem as seguintes cadeias de lojas: Biedronka, Delikatesy Centrum, Dino Polska, Żabka.

### Serviços
Biała, bem como toda a comuna, está sujeita à fiscalização da Instituição de Seguro Social de Prudnik.

## Transportes

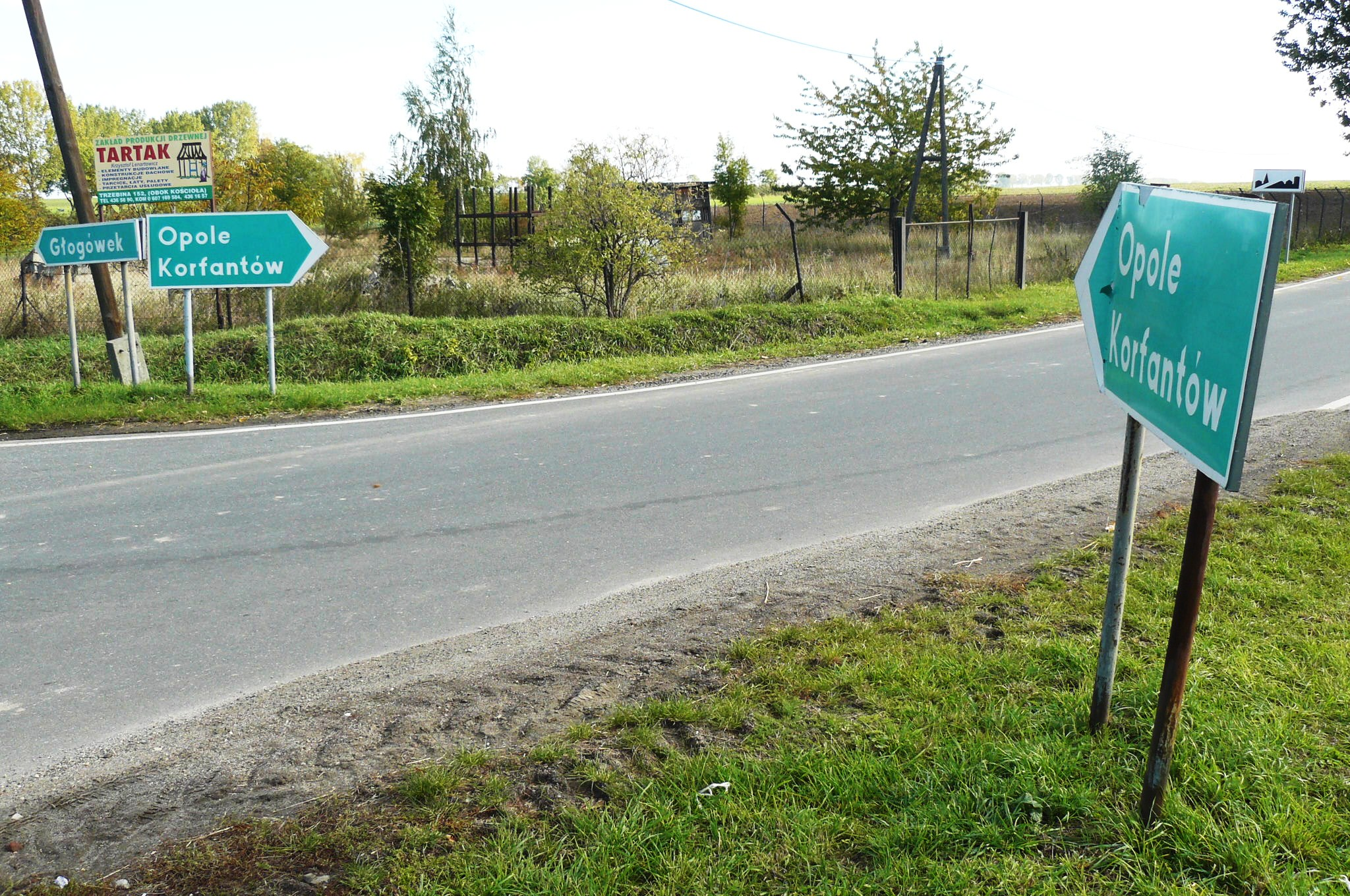
Estrada de saída de Biała para Olbrachcice

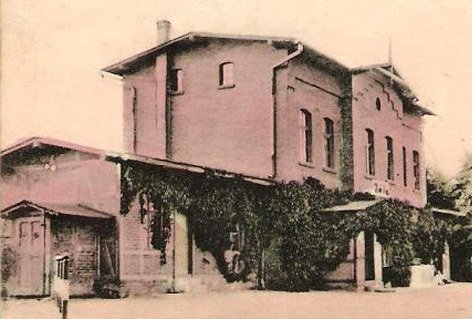
Estação ferroviária de Biała

### Transporte rodoviário
Uma estrada da voivodia passa por Biała
- Prudnik — Opole

Em 2007, foi concluída a construção do desvio leste da cidade.
A rua mais longa da cidade é a rua Prudnicka (aproximadamente 2,5 km).
Na área da cidade, há estradas distritais sob a administração do Departamento de Estradas do Condado em Prudnik.:
| Número da estrada | Localidades                                                                               | Extensão (km) |
| ----------------- | ----------------------------------------------------------------------------------------- | ------------- |
| 1202O             | Biała, rua Kilińskiego – Olbrachcice – Słoków – Laskowice                                 | 7,204         |
| 1206O             | Biała, rua Przedmieście – Ligota Bialska – Górka Prudnicka – Frącki – Pogórze – Sowin     | 12,625        |
| 1208O             | Biała, rua Głogówecka – Solec – Rostkowice – Wilków – Mionów – Błażejowice Dolne – Mochów | 15,185        |
| 1252O             | Biała, rua Staszica – Wasiłowice – Otoki – Grabina                                        | 6,770         |
| 1256O             | Nowy Browiniec – Browiniec Polski – Solec – Biała – Ligota Bialska – Otoki                | 12,279        |
| 1258O             | Biała – Józefów                                                                           | 2,670         |
| 1271O             | Wasiłowice – Biała                                                                        | 2,374         |
| 1526O             | Korfantów – Biała, rua Nyska e rua Moniuszki                                              | 7,161         |
| 1614O             | Prudnik, rua Prężyńska – Prężyna – Biała, rua Koraszewskiego                              | 9,009         |
|                   |                                                                                           | 75,277        |

### Transporte ferroviário
A extinta estação de trem em Biała está localizada na rua Alejka PKP. A estação ferroviária em atividade mais próxima fica em Prudnik.

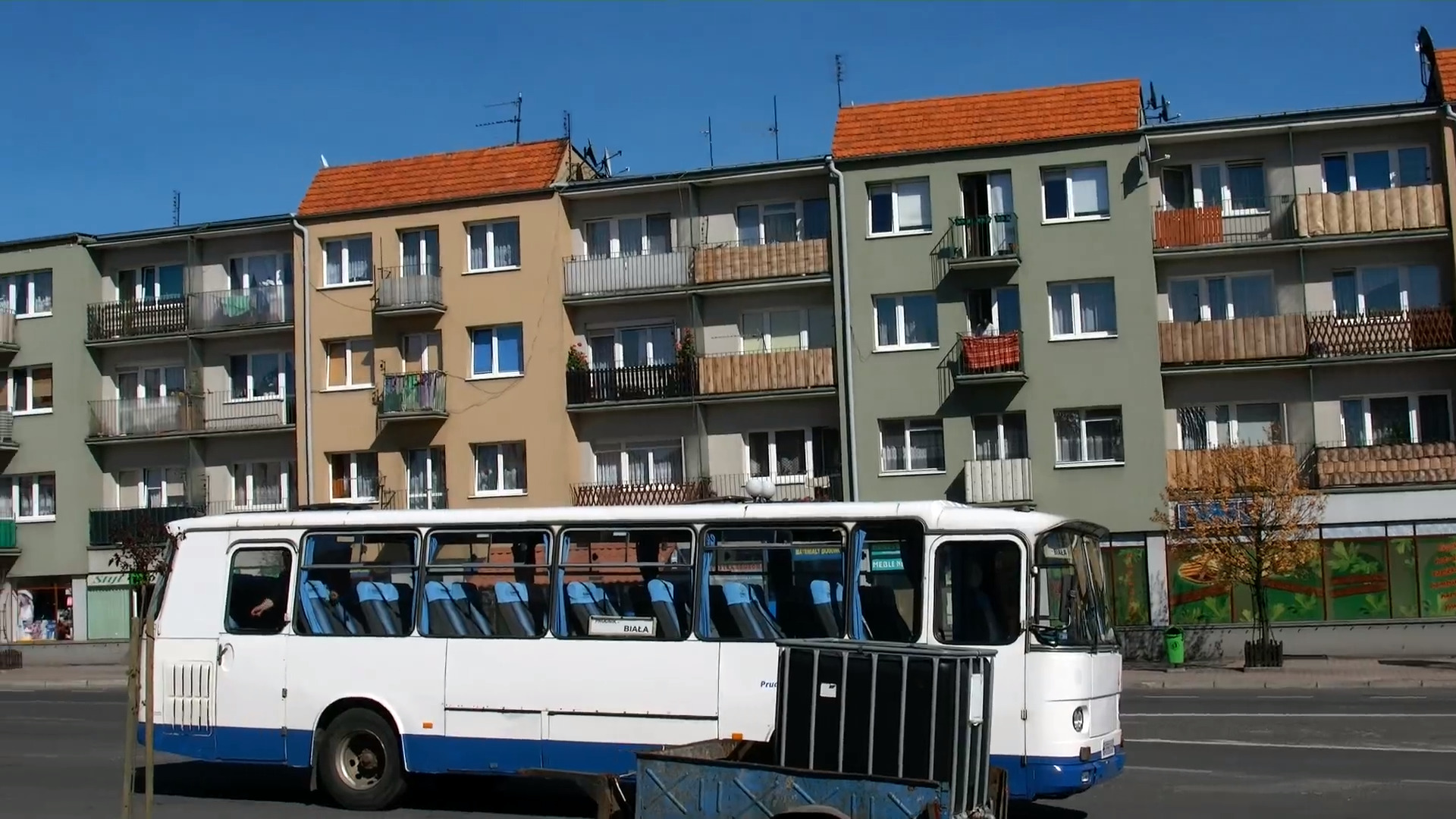
Ônibus de Prudnik na praça principal em Biała

Os empresários e proprietários de terras locais fundaram a Companhia Ferroviária Prudnik-Gogolin em 1895, com sede em Prudnik, visando construir uma linha local de Prudnik a Gogolin. A linha ferroviária n.º 306 de Prudnik a Gogolin entrou em operação em 1896. Uma enchente em 1997 destruiu a ponte sobre o rio Óder em Krapkowice, impossibilitando o acesso a Gogolin. Em 2005, o tráfego na linha n.º 306 foi suspenso. A linha Prudnik — Krapkowice foi modernizada para fins de frete e inaugurada em 2016. Há tráfego de transporte militar no ramal entre o depósito militar na floresta perto de Strzeleczek e Prudnik.

### Transporte por ônibus
Na cidade existe transporte público, a prestação dos serviços é encomendada pela Câmara Municipal.
O transporte público é assegurado pela Rede Estadual de Transporte Rodoviário.
A cidade tem conexões diretas de ônibus com Prudnik, Opole, Krapkowice, Prószków e Głuchołazy.

### Transporte de bicicleta
Ciclovias e calçadas utilizadas por pedestres e ciclistas foram construídas ao longo das ruas Prudnicka, Ogrodowa, Parkowa, Jana e Karol Augustynów.
Uma ciclovia de Prudnik a Moszna foi concluída em 2020 e estendida até Zielina em 2021. O caminho, com mais de 20 km de extensão, começa em Prudnik, na rotatória Stanisław Szozda, e percorre as estradas provinciais n.º 414 e 409 através de Lubrza, Dobroszewice, Biała, Krobusz, Dębina e Moszna, terminando em Zielina.

## Educação
Existem escolas em Biała:

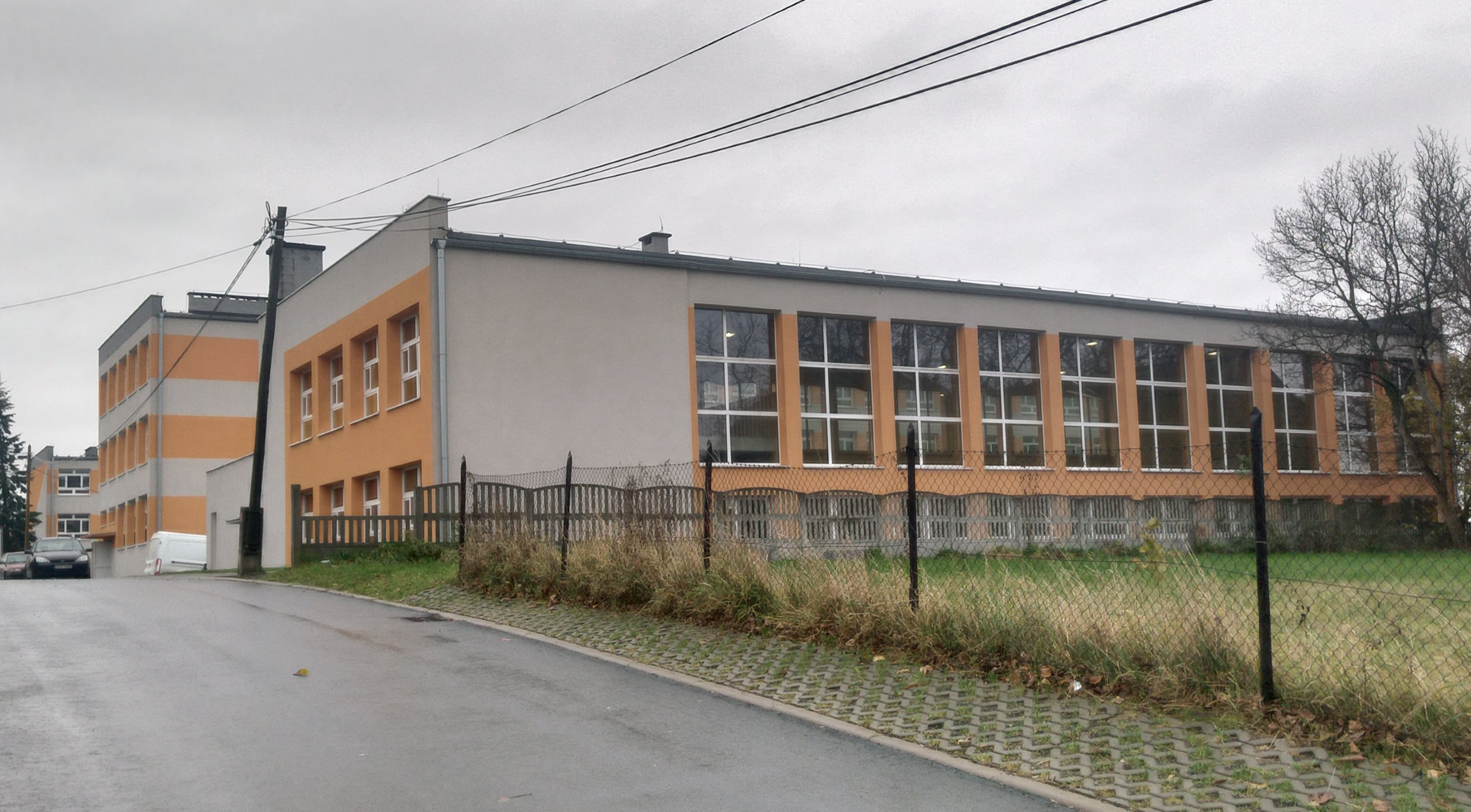
Complexo escolar em Biała

- Jardim de infância público, rua Tysiąclecia 16[98]
- Escola primária pública Jarosław Iwaszkiewicza, rua Tysiąclecia 16[99]
- Escola Técnica
- Escola Profissional Básica

Em 31 de agosto de 2013, o Complexo Escolar em Biała foi incorporado ao Centro de Educação Profissional e Continuada de Prudnik.

## Cultura
- Centro Cultural Comunal em Biała[101]

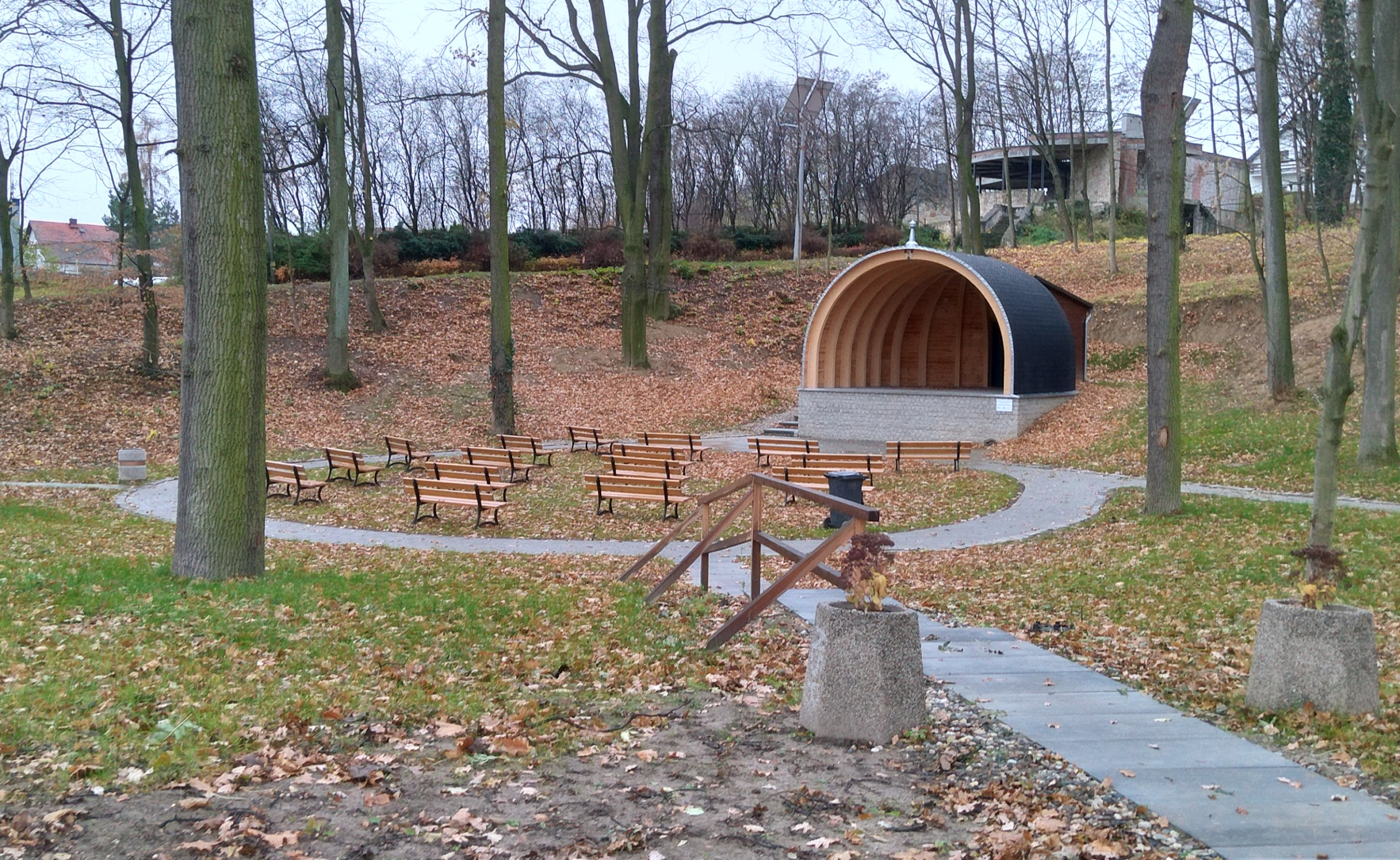
Concha acústica no Parque da Cidade em Biała (2021)

- Dias de Biała — um evento ao ar livre organizado anualmente em julho na Praça principal de Biała[102]
- Academia de Conhecimento e Habilidades em Biała[103]
- Teatro Międzypokoleniowy Odlotowy
- Desfile da banda de sopro de Biała[104]
- DFK — Deutscher Freundeskreis[105]

## Mídia local

### Imprensa
- Tygodnik Prudnicki
- Prudnik24
- Express Prudnicki
- Gazeta Pogranicza
- Nowa Trybuna Opolska – seção em Prudnik

### Televisão
- Biała TV
- TV Prudnik (TV Pogranicza)

### Rádio
- Radio Opole – seção em Prudnik
- Radio Park

### Portais
- Teraz Prudnik![106] (até 2017 Tygodnik Prudnicki)[107]
- prudnik24.pl[108]
- prudnicka.pl[109]

## Religião

Igreja dos Santos Apóstolos Pedro e Paulo

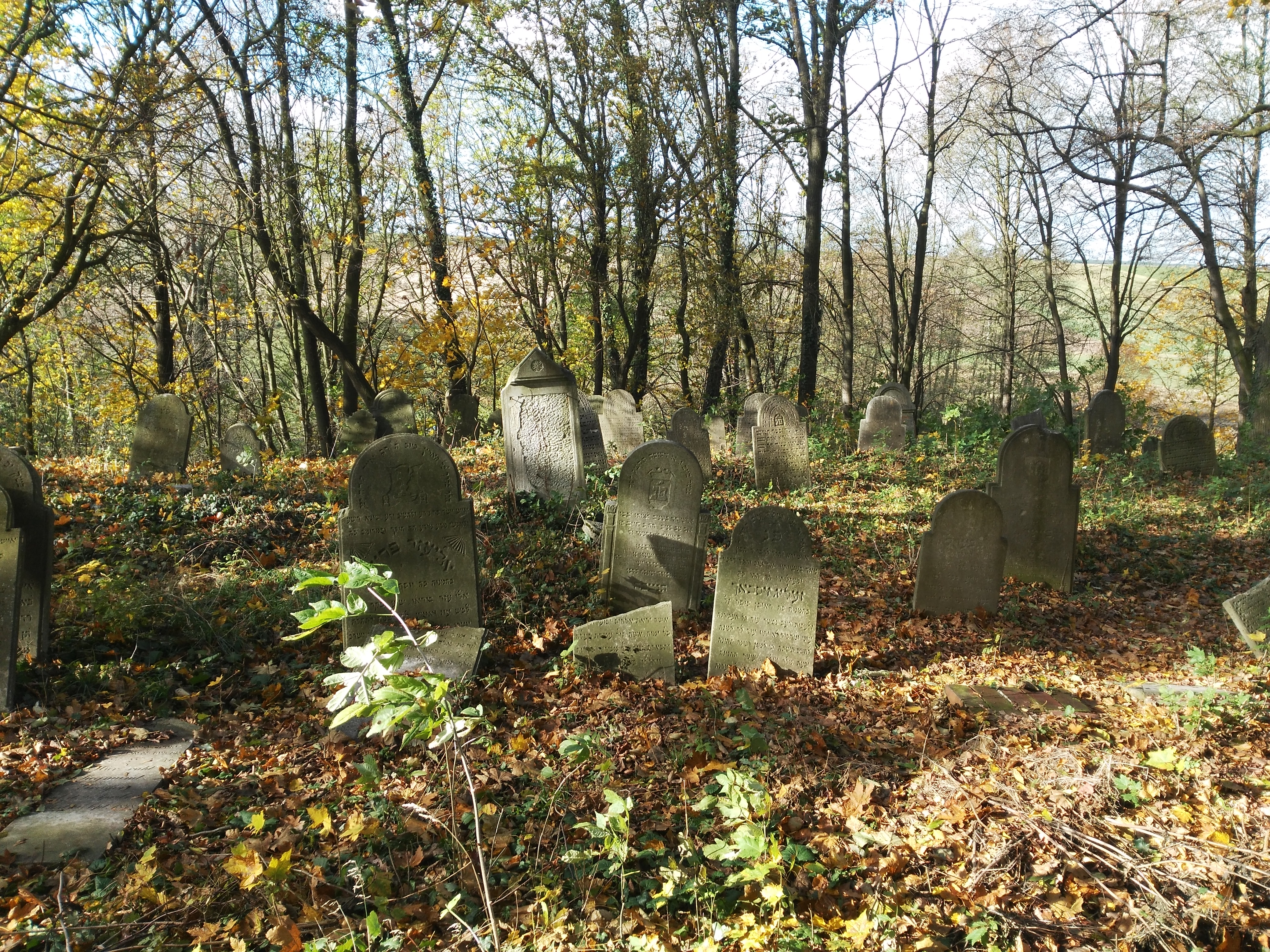
Cemitério judeu

### Comunidades religiosas

#### Igreja Católica na Polônia
Forania de Biała
- Paróquia da Assunção da Bem-Aventurada Virgem Maria (rua 1 Maja 8)
  - Igreja da Assunção da Bem-Aventurada Virgem Maria (rua 1 Maja 8)
  - Igreja dos Santos Pedro e Paulo (Stare Miasto 8)

### Cemitérios
- Cemitério municipal
- Cemitério judeu

### Edifícios sagrados inexistentes
- Sinagoga (incendiada em 1938)
- Igreja evangélica (fechada)

## Esportes

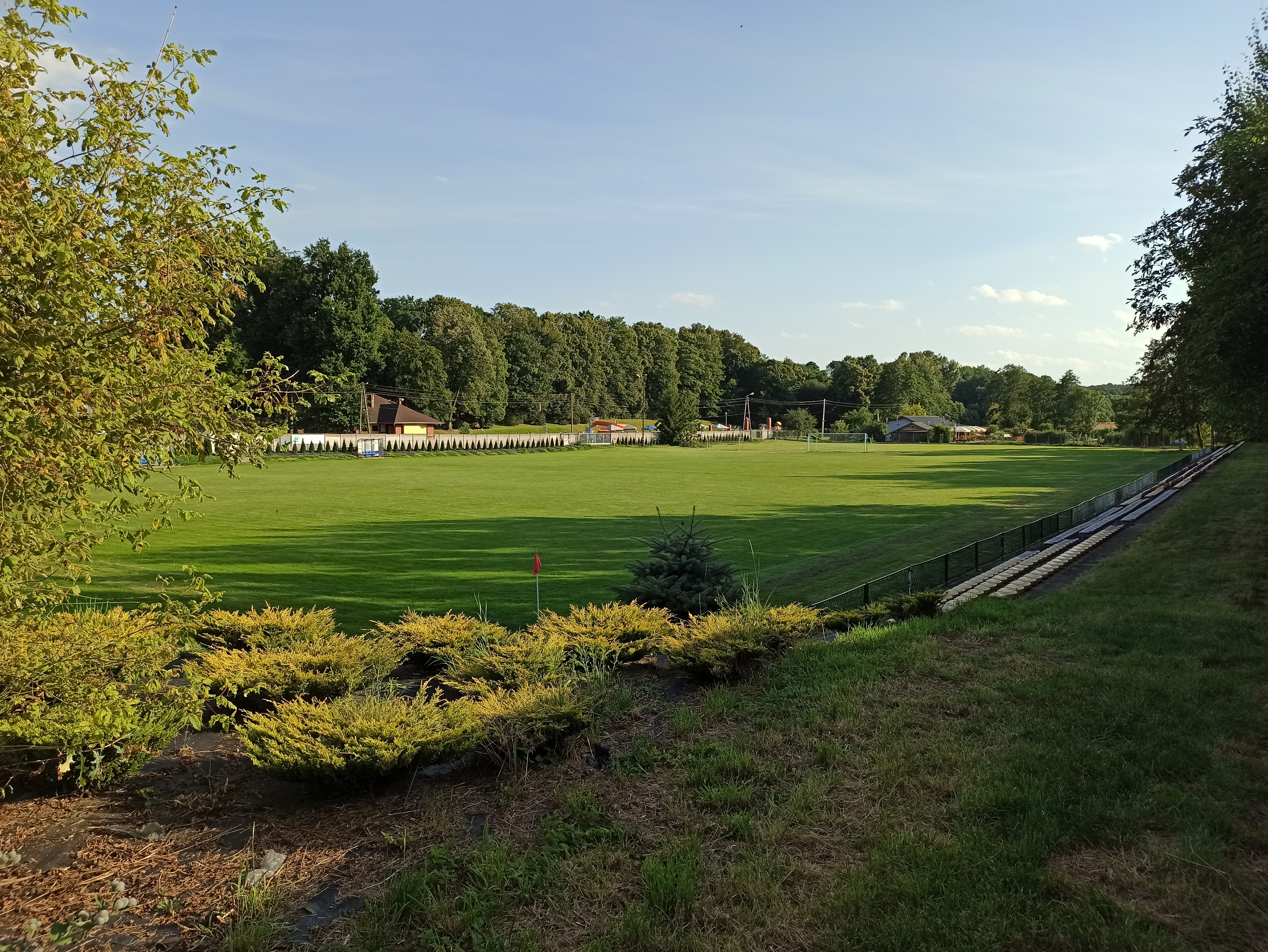
Campo de esportes na rua Koraszewskiego

A principal entidade responsável pelo esporte e lazer na cidade é o Centro Municipal e Comunal de Cultura, Esporte e Lazer, com sede na rua Prudnicka 35.

### Instalações esportivas
- Campo de esportes (rua Koraszewskiego)
- Pequenos campos de jogos no Parque da Cidade
- Parques infantis

### Clubes esportivos
- LKS Polonia Biała (futebol)
- AP Biała (futebol)
- Tigers Biała (futebol)
- White MTB Team Biała (ciclismo)

### Competições esportivas
Em 2000, o campeonato polonês de xadrez para menores de 14 anos foi realizado em Biala. Em 11 de julho de 2012 o percurso da corrida Volta à Polónia passou por Biała.

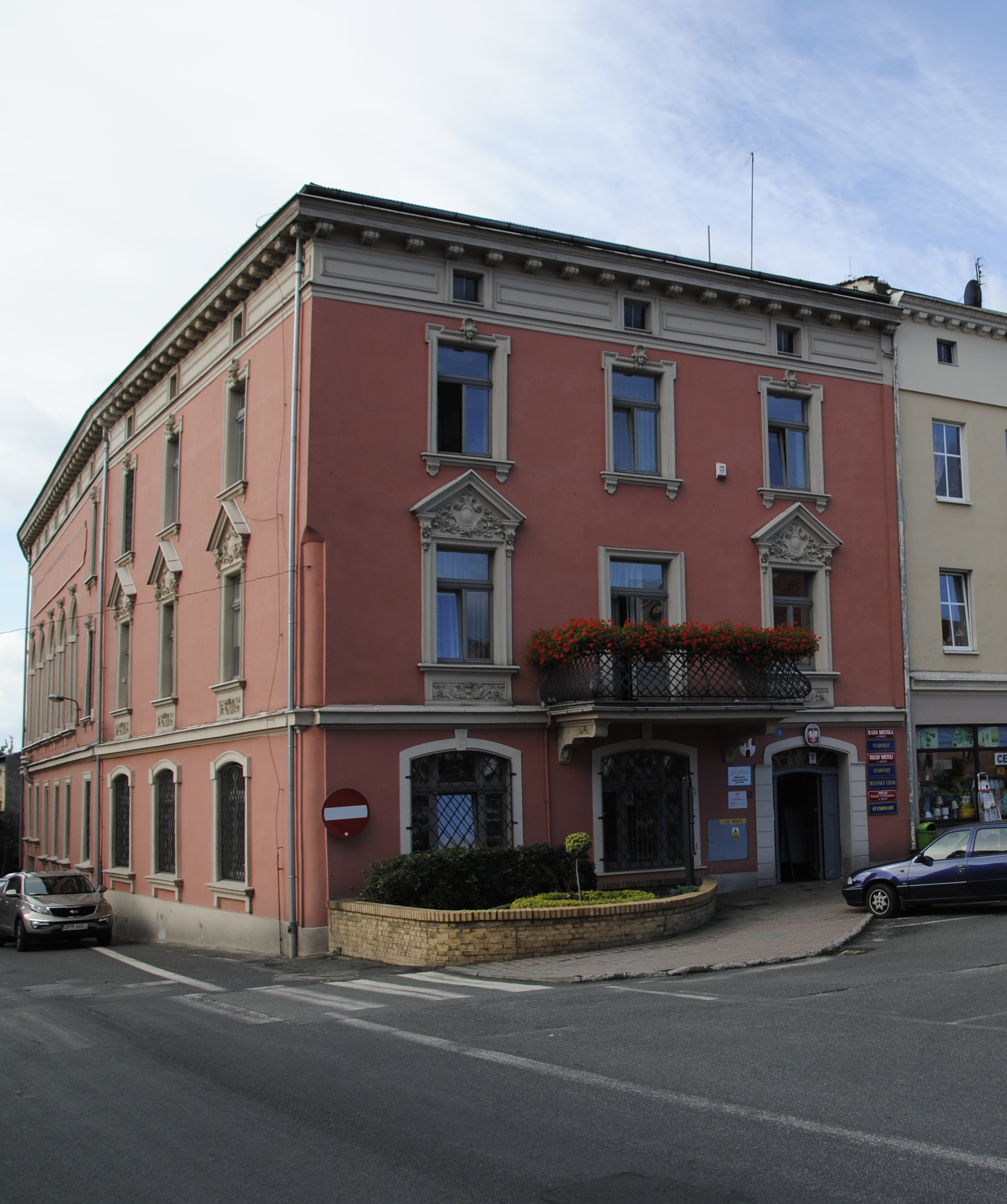
Prefeitura

## Política
A cidade é sede da comuna urbano-rural de Biała. O órgão executivo é o prefeito. Nas eleições do governo local de 2018, Edward Plicko foi eleito. A sede das autoridades é a Câmara Municipal na Praça principal.

### Câmara Municipal
Os habitantes de Biała elegem 3 vereadores para a Câmara Municipal (3 em 15). Os restantes 12 vereadores são eleitos pelos habitantes das áreas rurais da comuna de Biała.

## Turismo

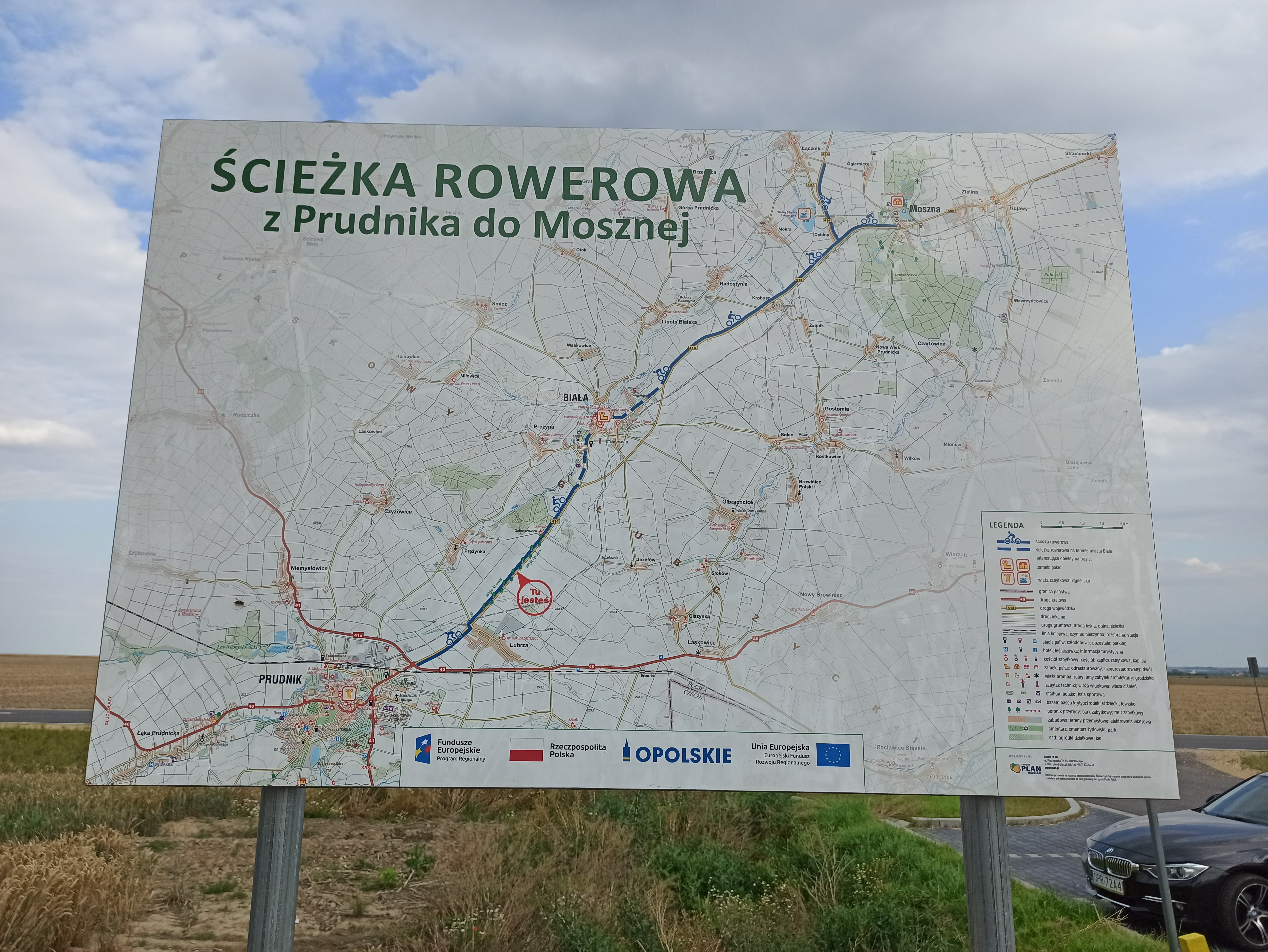
Quadro de informações sobre a ciclovia de Prudnik a Moszna que atravessa Biała

Biała é uma cidade de grande valor turístico. A filial do PTTK “Sudetos Orientais” em Prudnik concede um distintivo de turista de ciclismo no “Reino de Praděd”, obtido ao visitar um número adequado de locais em cidades da Terra de Prudnik, incluindo Biała. Biała é o ponto de partida e de chegada da trilha do Rally de Ciclismo da Região de Biała, para a conclusão do qual a PTTK Prudnik concede o distintivo.
Em 12 e 14 de julho de 2010, na estrutura da VI Semana Europeia de Cicloturismo, organizada em Prudnik e com a participação de ciclistas de toda a Europa, as rotas "Szlakiem Pielgrzyma" e "Szlakiem Jeńców Wojennych" passaram por Biała.

### Trilhas de caminhada
As trilhas turísticas passam por Biała:
- Trilhas da cegonha-branca (46,6 km): Biała — Solec — Olbrachcice — Wierzch — Wilków — Rostkowice — Mokra — Łącznik — Brzeźnica — Górka Prudnicka — Ligota Bialska — Biała[119]
- Trilhas da cegonha-branca (27 km): Biała — Prężyna — Miłowice — Śmicz — Pleśnica — Grabina — Otoki — Wasiłowice — Biała[119]
- Peregrinações em Opole: Opole — Kamień Śląski — Góra Świętej Anny — Głogówek — Biała — Prudnik — Nysa — Opole[120]
- Em busca da beleza dos cemitérios judaicos (19 km): Osobłoga — Krzyżkowice — Dytmarów — Olszynka — Słoków — Olbrachcice — Biała[121]
- Dois castelos em um dia (12,5 km): Biała — Krobusz — Łącznik — Chrzelice[122]
- Biała — Moszna (10 km): Biała — Krobusz — Dębina — Moszna[123]
- Biała — Dębina — Łącznik (9,2 km)[124]
- Trilha das igrejas históricas (9,12 km): Prężyna — Biała — Śmicz — Miłowice — Kolnowice — Otoki — Ligota Bialska — Krobusz — Dębina — Łącznik — Mokra — Żabnik — Gostomia — Solec — Olbrachcice[125]
- Trilha de castelos e palácios da bacia do rio Osobłoga[119]
- Trilha dos santuários da Silésia da bacia do rio Osobłoga[119]

### Trilhas de ciclismo
Biała é atravessada por trilhas de ciclismo:
- Trilha de ciclismo PTTK n.° 261-c: Biała — Stare Miasto — Solec — Olbrachcice — Wierzch — Wilków — Rostkowice — Gostomia — Krobusz — Radostynia — Mokra — Łącznik — Brzeźnica — Górka Prudnicka — Ligota Bialska — Biała
- Trilha de ciclismo PTTK n.° 262-z: Biała — Stare Miasto — Solec — Rostkowice — Gostomia — Nowa Wieś Prudnicka — Urszulanowice — Moszna — Ogiernicze — Łącznik — Chrzelice — Rzymkowice — Pogórze — Frącki — Brzeźnica — Górka Prudnicka — Ligota Bialska — Biała
- Trilha de ciclismo PTTK n.° 263-n: Biała — Wasiłowice — Otoki — Grabina — Kolonia Otocka — Puszyna — Pleśnica — Śmicz — Miłowice — Prężyna — Biała

### Pontos de observação

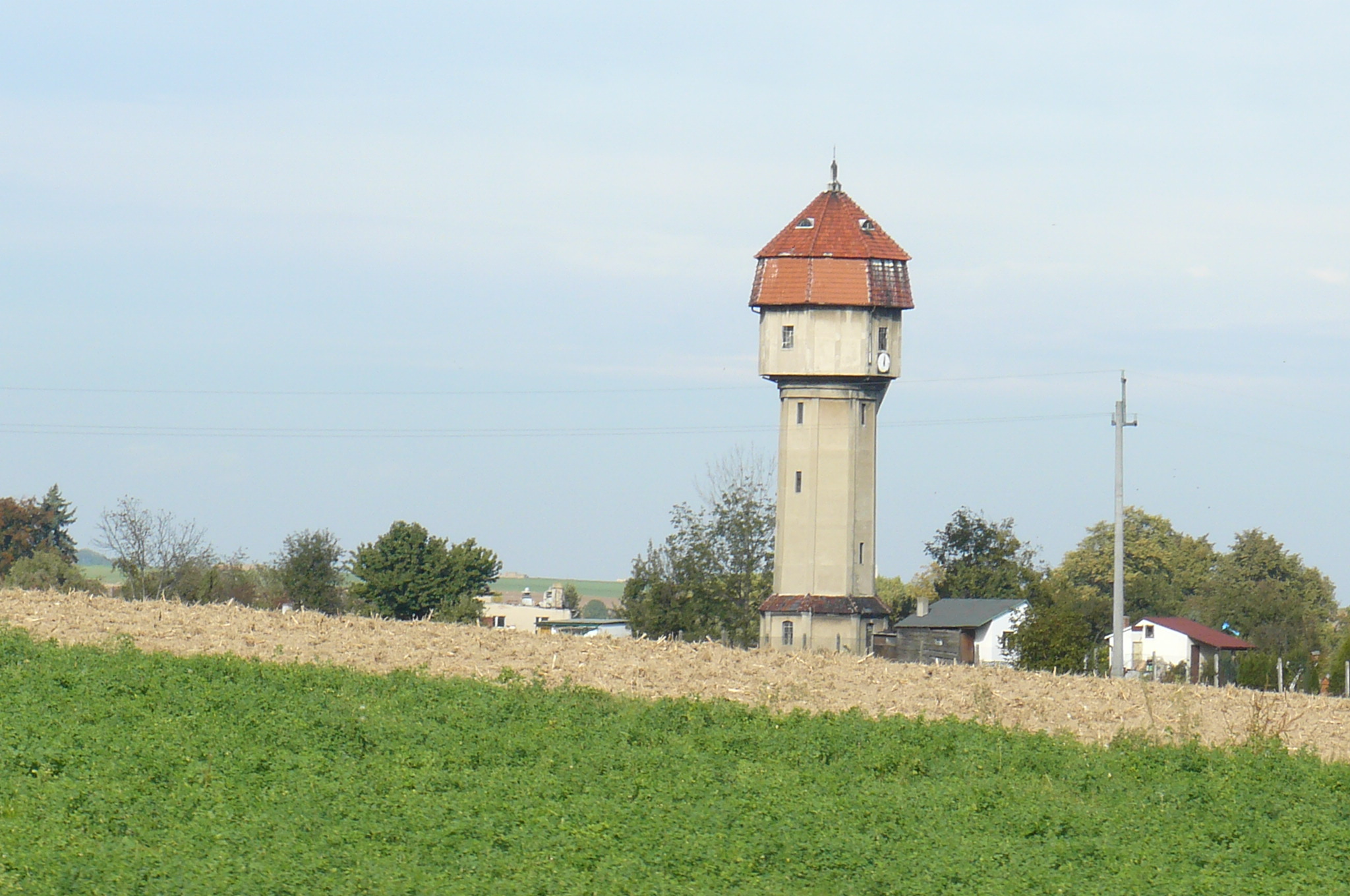
Torre de água

- Torre do Portão Prudnick — um dos remanescentes das muralhas medievais da cidade de Biała. Ela apoiava a defesa do Portão Prudnicka e servia como ponto de observação. Mais tarde, serviu como prisão. Após a renovação do interior em 2021, serve como ponto de observação para uma vista panorâmica da cidade e seus arredores.[71]
- Torre de água — construída na virada dos séculos XVI e XVII, fornecia água para o castelo Prószkowski e depois para a cidade no interior das muralhas. Ela cumpriu essa função até o século XX, quando foi construído um novo sistema de abastecimento de água. Em 2023, foi criado um ponto de observação no telhado do edifício.[127]
- Torre de água — erguida em 1913. Em 2023, foi criado um mirante no antigo tanque de água.[127]

## Serviços de saúde
- Hospital Santa Isabel (rua Moniuszki, 8)
- Clínica Médica Zdrowie (rua Opolska 2)[128]

## Serviços uniformizados
- Polícia — Delegacia de polícia (rua Prudnicka 29a), subordinada à sede da polícia distrital em Prudnik[129]
- Corpo de Bombeiros — Corpo de Bombeiros Voluntários (rua Prudnicka, 35)[130] O Corpo de Bombeiros de Biała faz parte da Companhia de Bombeiros “Prudnik”.[131]

O território da cidade, assim como o de toda a comuna de Biała, está localizado na zona de fronteira e a Guarda de Fronteira tem, portanto, competências especiais de segurança nessa área. A comuna de Biała é coberta pelo posto da Guarda de Fronteira em Opole da Filial Silesiana da Guarda de Fronteira.